# Eleições autárquicas de 2021 em Viana do Castelo
As eleições autárquicas de 2021 serviram para eleger os membros dos diferentes órgãos do poder local no Concelho de Viana do Castelo.
O Partido Socialista voltou a vencer as eleições no concelho minhoto, apesar de ter perdido votos e um vereador em relação às eleições de 2017. Com 45,05% dos votos e 5 vereadores, Luís Nobre torna-se o novo presidente de uma autarquia que é socialista desde 1993.
A coligação PSD-CDS ficou longe de ameaçar a vitória socialista, embora tenha conseguido ganhar mais um vereador em relação a 2017, ao obter 24,59% e 3 vereadores.
Por fim, a Coligação Democrática Unitária conseguiu manter o vereador que detinha, com resultado superior ao de 2017, conseguindo 10% dos votos.

## Candidatos
| Lista | Lista                          | Candidato                 |
| ----- | ------------------------------ | ------------------------- |
|       | Partido Socialista             | Luís Nobre                |
|       | PSD-CDS                        | Eduardo Teixeira          |
|       | Coligação Democrática Unitária | Cláudia Marinho           |
|       | Bloco de Esquerda              | Jorge Teixeira            |
|       | Aliança                        | Rui Martins               |
|       | CHEGA                          | Cristina Miranda          |
|       | Iniciativa Liberal             | Maurício Antunes da Silva |
|       | Nós, Cidadãos!                 | Paula Veiga               |

## Resultados Oficiais
Os resultados para os diferentes órgãos do poder local no Concelho de Viana do Castelo foram os seguintes:

### Câmara Municipal
| Partido                 | Partido                        | Votos  | %               | +/-  | Vereadores | +/-     |
| ----------------------- | ------------------------------ | ------ | --------------- | ---- | ---------- | ------- |
|                         | Partido Socialista             | 20 970 | 45,05 / 100,00  | 8,63 | 5 / 9      | 1       |
|                         | PSD-CDS                        | 11 447 | 24,59 / 100,00  | -    | 3 / 9      | -       |
|                         | Coligação Democrática Unitária | 4 673  | 10,04 / 100,00  | 1,93 | 1 / 9      | Estável |
|                         | Bloco de Esquerda              | 2 114  | 4,54 / 100,00   | 0,78 | 0 / 9      | Estável |
|                         | Aliança                        | 1 788  | 3,84 / 100,00   | Novo | 0 / 9      | Novo    |
|                         | CHEGA                          | 1 605  | 3,45 / 100,00   | Novo | 0 / 9      | Novo    |
|                         | Iniciativa Liberal             | 836    | 1,80 / 100,00   | Novo | 0 / 9      | Novo    |
|                         | Nós, Cidadãos!                 | 472    | 1,01 / 100,00   | -    | 0 / 9      | -       |
| Votos Inválidos         | Votos Inválidos                | 2 642  | 5,67 / 100,00   | 0,06 |            |         |
| Total                   | Total                          | 46 547 | 100,00 / 100,00 |      | 9 / 9      |         |
| Eleitorado/Participação | Eleitorado/Participação        | 82 728 | 56,27 / 100,00  | 1,08 |            |         |

### Assembleia Municipal
| Partido                 | Partido                        | Votos  | %               | +/-  | Deputados | +/-     |
| ----------------------- | ------------------------------ | ------ | --------------- | ---- | --------- | ------- |
|                         | Partido Socialista             | 18 603 | 39,97 / 100,00  | 5,70 | 13 / 28   | 2       |
|                         | PSD-CDS                        | 11 092 | 23,83 / 100,00  | -    | 8 / 28    | -       |
|                         | Coligação Democrática Unitária | 4 903  | 10,53 / 100,00  | 0,19 | 3 / 28    | Estável |
|                         | Joca Servir o Povo de Viana    | 2 229  | 4,79 / 100,00   | Novo | 1 / 28    | Novo    |
|                         | Bloco de Esquerda              | 2 225  | 4,78 / 100,00   | 1,17 | 1 / 28    | Estável |
|                         | CHEGA                          | 1 756  | 3,77 / 100,00   | Novo | 1 / 28    | Novo    |
|                         | Aliança                        | 1 608  | 3,46 / 100,00   | Novo | 1 / 28    | Novo    |
|                         | Iniciativa Liberal             | 893    | 1,92 / 100,00   | Novo | 0 / 28    | Novo    |
|                         | Nós, Cidadãos!                 | 0      | 0,00 / 100,00   | -    | 0 / 28    | -       |
| Votos Inválidos         | Votos Inválidos                | 3 232  | 6,95 / 100,00   | 0,76 |           |         |
| Total                   | Total                          | 46 541 | 100,00 / 100,00 |      | 28 / 28   |         |
| Eleitorado/Participação | Eleitorado/Participação        | 82 728 | 56,26 / 100,00  | 1,08 |           |         |

### Juntas de Freguesia
| Partido                 | Partido                        | Votos  | %               | +/-  | Presidentes | +/-     | Mandatos  | +/-  |
| ----------------------- | ------------------------------ | ------ | --------------- | ---- | ----------- | ------- | --------- | ---- |
|                         | Partido Socialista             | 13 206 | 28,37 / 100,00  | 3,56 | 8 / 27      | 1       | 64 / 251  | 11   |
|                         | PSD-CDS                        | 12 790 | 27,48 / 100,00  | -    | 3 / 27      |         | 72 / 251  | -    |
|                         | Grupo de Cidadãos              | 8 864  | 19,04 / 100,00  | 7,92 | 14 / 27     | 2       | 91 / 251  | 25   |
|                         | Coligação Democrática Unitária | 6 581  | 14,14 / 100,00  | 0,08 | 2 / 27      | 1       | 20 / 251  | 1    |
|                         | Bloco de Esquerda              | 1 068  | 2,29 / 100,00   | 0,54 | 0 / 27      | Estável | 2 / 251   | 1    |
|                         | Iniciativa Liberal             | 797    | 1,71 / 100,00   | Novo | 0 / 27      | Novo    | 1 / 251   | Novo |
|                         | Aliança                        | 223    | 0,48 / 100,00   | Novo | 0 / 27      | Novo    | 1 / 251   | Novo |
|                         | CHEGA                          | 152    | 0,33 / 100,00   | Novo | 0 / 27      | Novo    | 0 / 251   | Novo |
|                         | Nós, Cidadãos!                 | 71     | 0,15 / 100,00   | -    | 0 / 27      | -       | 0 / 251   | -    |
| Votos Inválidos         | Votos Inválidos                | 2 799  | 6,01 / 100,00   | 0,63 |             |         |           |      |
| Total                   | Total                          | 46 551 | 100,00 / 100,00 |      | 27 / 27     |         | 251 / 251 |      |
| Eleitorado/Participação | Eleitorado/Participação        | 82 728 | 56,27 / 100,00  | 1,08 |             |         |           |      |

## Resultados por Freguesia

### Câmara Municipal
| Freguesia                                | %     | %        | %     | %     | %    | %    | %    | %    | Votantes |
| Freguesia                                | PS    | PSD- CDS | CDU   | BE    | A    | CH   | IL   | NC   | Votantes |
| ---------------------------------------- | ----- | -------- | ----- | ----- | ---- | ---- | ---- | ---- | -------- |
| Freguesia                                |       |          |       |       |      |      |      |      | Votantes |
| Afife                                    | 36,11 | 22,98    | 14,77 | 4,49  | 2,08 | 4,16 | 2,63 | 4,49 | 914      |
| Alvarães                                 | 58,81 | 26,54    | 2,55  | 1,34  | 0,99 | 3,40 | 1,56 | 0,64 | 1 413    |
| Amonde                                   | 68,08 | 19,25    | 3,76  | 1,41  | 1,41 | 1,88 | 0    | 0,94 | 213      |
| Anha                                     | 61,58 | 21,28    | 3,27  | 1,89  | 1,60 | 4,58 | 0,58 | 0,58 | 1 377    |
| Areosa                                   | 43,63 | 18,37    | 14,26 | 6,66  | 4,43 | 3,49 | 2,64 | 1,16 | 2 237    |
| Barroselas e Carvoeiro                   | 47,98 | 34,85    | 3,32  | 2,69  | 1,21 | 2,38 | 0,97 | 1,49 | 2 895    |
| Cardielos e Serreleis                    | 44,57 | 36,35    | 4,89  | 1,97  | 1,97 | 2,31 | 3,40 | 0,41 | 1 472    |
| Carreço                                  | 38,11 | 22,00    | 9,92  | 10,02 | 5,50 | 4,62 | 2,95 | 1,38 | 1 018    |
| Castelo do Neiva                         | 53,18 | 21,99    | 4,43  | 3,80  | 2,07 | 6,15 | 1,73 | 0,55 | 1 446    |
| Chafé                                    | 51,21 | 21,41    | 5,05  | 3,98  | 2,49 | 5,90 | 1,28 | 1,42 | 1 406    |
| Darque                                   | 37,32 | 19,88    | 24,33 | 3,71  | 3,01 | 4,39 | 1,15 | 0,56 | 3 556    |
| Freixieiro de Soutelo                    | 43,80 | 43,23    | 2,31  | 3,17  | 0,86 | 1,73 | 1,15 | 0,58 | 347      |
| Geraz do Lima e Deão                     | 48,32 | 27,63    | 1,82  | 1,58  | 9,39 | 3,02 | 1,72 | 0,48 | 2 088    |
| Lanheses                                 | 43,87 | 32,15    | 2,54  | 1,63  | 6,99 | 2,00 | 3,54 | 1,00 | 1 101    |
| Mazarefes e Vila Fria                    | 47,75 | 27,20    | 7,52  | 3,56  | 2,82 | 2,62 | 0,87 | 0,67 | 1 489    |
| Montaria                                 | 57,81 | 19,93    | 4,65  | 1,33  | 6,64 | 3,65 | 1,00 | 0,66 | 301      |
| Mujães                                   | 44,57 | 31,01    | 2,93  | 2,69  | 5,86 | 2,93 | 1,47 | 0,85 | 819      |
| Nogueira, Meixedo e Vilar de Murteda     | 51,34 | 29,20    | 1,71  | 1,60  | 8,02 | 2,67 | 1,18 | 0,64 | 935      |
| Outeiro                                  | 50,98 | 26,67    | 2,75  | 4,18  | 2,61 | 2,09 | 1,70 | 0,92 | 765      |
| Perre                                    | 37,58 | 29,44    | 10,71 | 6,85  | 3,00 | 3,43 | 1,29 | 1,22 | 1 634    |
| Santa Maria Maior e Monserrate e Meadela | 35,94 | 19,61    | 18,15 | 7,79  | 5,49 | 3,56 | 2,45 | 1,29 | 11 594   |
| Santa Marta de Portuzelo                 | 49,09 | 29,87    | 5,08  | 2,96  | 2,87 | 2,65 | 1,41 | 0,75 | 2 263    |
| São Romão de Neiva                       | 63,88 | 15,90    | 2,23  | 5,02  | 0,98 | 3,35 | 1,12 | 0,84 | 717      |
| Subportela, Deocriste e Portela Susã     | 56,48 | 30,83    | 1,36  | 1,62  | 2,01 | 2,14 | 0,65 | 0,26 | 1 544    |
| Torre e Vila Mou                         | 45,98 | 26,34    | 5,51  | 3,57  | 3,42 | 6,10 | 1,04 | 1,49 | 672      |
| Vila de Punhe                            | 62,49 | 17,32    | 3,99  | 3,27  | 1,60 | 2,71 | 1,52 | 0,72 | 1 253    |
| Vila Franca                              | 47,54 | 30,77    | 7,60  | 2,59  | 2,50 | 2,69 | 1,76 | 0,37 | 1 079    |
| Viana do Castelo                         | 45,05 | 24,59    | 10,04 | 4,54  | 3,84 | 3,45 | 1,80 | 1,01 | 46 547   |

#### Afife
| Partido                 | Partido                        | Votos | %               | +/-  |
| ----------------------- | ------------------------------ | ----- | --------------- | ---- |
|                         | Partido Socialista             | 330   | 36,11 / 100,00  | 8,92 |
|                         | PSD-CDS                        | 210   | 22,98 / 100,00  | -    |
|                         | Coligação Democrática Unitária | 135   | 14,77 / 100,00  | 0,77 |
|                         | Bloco de Esquerda              | 41    | 4,49 / 100,00   | 0,65 |
|                         | Nós, Cidadãos!                 | 41    | 4,49 / 100,00   | -    |
|                         | CHEGA                          | 38    | 4,16 / 100,00   | Novo |
|                         | Iniciativa Liberal             | 24    | 2,63 / 100,00   | Novo |
|                         | Aliança                        | 19    | 2,08 / 100,00   | Novo |
| Votos Inválidos         | Votos Inválidos                | 76    | 8,32 / 100,00   | 2,15 |
| Total                   | Total                          | 914   | 100,00 / 100,00 |      |
| Eleitorado/Participação | Eleitorado/Participação        | 1 457 | 62,73 / 100,00  | 4,82 |

#### Alvarães
| Partido                 | Partido                        | Votos | %               | +/-  |
| ----------------------- | ------------------------------ | ----- | --------------- | ---- |
|                         | Partido Socialista             | 831   | 58,81 / 100,00  | 9,03 |
|                         | PSD-CDS                        | 375   | 26,54 / 100,00  | -    |
|                         | CHEGA                          | 48    | 3,40 / 100,00   | Novo |
|                         | Coligação Democrática Unitária | 36    | 2,55 / 100,00   | 0,08 |
|                         | Iniciativa Liberal             | 22    | 1,56 / 100,00   | Novo |
|                         | Bloco de Esquerda              | 19    | 1,34 / 100,00   | 0,81 |
|                         | Aliança                        | 14    | 0,99 / 100,00   | Novo |
|                         | Nós, Cidadãos!                 | 9     | 0,64 / 100,00   | -    |
| Votos Inválidos         | Votos Inválidos                | 59    | 4,18 / 100,00   | 1,25 |
| Total                   | Total                          | 1 413 | 100,00 / 100,00 |      |
| Eleitorado/Participação | Eleitorado/Participação        | 2 609 | 54,16 / 100,00  | 9,63 |

#### Amonde
| Partido                 | Partido                        | Votos | %               | +/-  |
| ----------------------- | ------------------------------ | ----- | --------------- | ---- |
|                         | Partido Socialista             | 145   | 68,08 / 100,00  | 2,08 |
|                         | PSD-CDS                        | 41    | 19,25 / 100,00  | -    |
|                         | Coligação Democrática Unitária | 8     | 3,76 / 100,00   | 1,48 |
|                         | CHEGA                          | 4     | 1,88 / 100,00   | Novo |
|                         | Bloco de Esquerda              | 3     | 1,41 / 100,00   | 1,43 |
|                         | Aliança                        | 3     | 1,41 / 100,00   | Novo |
|                         | Nós, Cidadãos!                 | 2     | 0,94 / 100,00   | -    |
|                         | Iniciativa Liberal             | 0     | 0,00 / 100,00   | Novo |
| Votos Inválidos         | Votos Inválidos                | 7     | 3,29 / 100,00   | 2,76 |
| Total                   | Total                          | 213   | 100,00 / 100,00 |      |
| Eleitorado/Participação | Eleitorado/Participação        | 267   | 79,78 / 100,00  | 1,00 |

#### Anha
| Partido                 | Partido                        | Votos | %               | +/-  |
| ----------------------- | ------------------------------ | ----- | --------------- | ---- |
|                         | Partido Socialista             | 848   | 61,58 / 100,00  | 8,80 |
|                         | PSD-CDS                        | 293   | 21,28 / 100,00  | -    |
|                         | CHEGA                          | 63    | 4,58 / 100,00   | Novo |
|                         | Coligação Democrática Unitária | 45    | 3,27 / 100,00   | 1,05 |
|                         | Bloco de Esquerda              | 26    | 1,89 / 100,00   | 1,51 |
|                         | Aliança                        | 22    | 1,60 / 100,00   | Novo |
|                         | Iniciativa Liberal             | 8     | 0,58 / 100,00   | Novo |
|                         | Nós, Cidadãos!                 | 8     | 0,58 / 100,00   | -    |
| Votos Inválidos         | Votos Inválidos                | 64    | 4,65 / 100,00   | 0,78 |
| Total                   | Total                          | 1 377 | 100,00 / 100,00 |      |
| Eleitorado/Participação | Eleitorado/Participação        | 2 260 | 60,93 / 100,00  | 4,86 |

#### Areosa
| Partido                 | Partido                        | Votos | %               | +/-   |
| ----------------------- | ------------------------------ | ----- | --------------- | ----- |
|                         | Partido Socialista             | 976   | 43,63 / 100,00  | 17,00 |
|                         | PSD-CDS                        | 411   | 18,37 / 100,00  | -     |
|                         | Coligação Democrática Unitária | 319   | 14,26 / 100,00  | 5,53  |
|                         | Bloco de Esquerda              | 149   | 6,66 / 100,00   | 0,01  |
|                         | Aliança                        | 99    | 4,43 / 100,00   | Novo  |
|                         | CHEGA                          | 78    | 3,49 / 100,00   | Novo  |
|                         | Iniciativa Liberal             | 59    | 2,64 / 100,00   | Novo  |
|                         | Nós, Cidadãos!                 | 26    | 1,16 / 100,00   | -     |
| Votos Inválidos         | Votos Inválidos                | 120   | 5,37 / 100,00   | 0,11  |
| Total                   | Total                          | 2 237 | 100,00 / 100,00 |       |
| Eleitorado/Participação | Eleitorado/Participação        | 4 301 | 52,01 / 100,00  | 0,08  |

#### Barroselas e Carvoeiro
| Partido                 | Partido                        | Votos | %               | +/-  |
| ----------------------- | ------------------------------ | ----- | --------------- | ---- |
|                         | Partido Socialista             | 1 389 | 47,98 / 100,00  | 8,39 |
|                         | PSD-CDS                        | 1 009 | 34,85 / 100,00  | -    |
|                         | Coligação Democrática Unitária | 96    | 3,32 / 100,00   | 0,87 |
|                         | Bloco de Esquerda              | 78    | 2,69 / 100,00   | 0,08 |
|                         | CHEGA                          | 69    | 2,38 / 100,00   | Novo |
|                         | Nós, Cidadãos!                 | 43    | 1,49 / 100,00   | -    |
|                         | Aliança                        | 35    | 1,21 / 100,00   | Novo |
|                         | Iniciativa Liberal             | 28    | 0,97 / 100,00   | Novo |
| Votos Inválidos         | Votos Inválidos                | 148   | 5,12 / 100,00   | 0,87 |
| Total                   | Total                          | 2 895 | 100,00 / 100,00 |      |
| Eleitorado/Participação | Eleitorado/Participação        | 4 691 | 61,71 / 100,00  | 0,04 |

#### Cardielos e Serreleis
| Partido                 | Partido                        | Votos | %               | +/-  |
| ----------------------- | ------------------------------ | ----- | --------------- | ---- |
|                         | Partido Socialista             | 656   | 44,57 / 100,00  | 6,89 |
|                         | PSD-CDS                        | 535   | 36,35 / 100,00  | -    |
|                         | Coligação Democrática Unitária | 72    | 4,89 / 100,00   | 0,71 |
|                         | Iniciativa Liberal             | 50    | 3,40 / 100,00   | Novo |
|                         | CHEGA                          | 34    | 2,31 / 100,00   | Novo |
|                         | Bloco de Esquerda              | 29    | 1,97 / 100,00   | 1,23 |
|                         | Aliança                        | 29    | 1,97 / 100,00   | Novo |
|                         | Nós, Cidadãos!                 | 6     | 0,41 / 100,00   | -    |
| Votos Inválidos         | Votos Inválidos                | 61    | 4,34 / 100,00   | 2,14 |
| Total                   | Total                          | 1 472 | 100,00 / 100,00 |      |
| Eleitorado/Participação | Eleitorado/Participação        | 2 037 | 72,26 / 100,00  | 4,33 |

#### Carreço
| Partido                 | Partido                        | Votos | %               | +/-  |
| ----------------------- | ------------------------------ | ----- | --------------- | ---- |
|                         | Partido Socialista             | 388   | 38,11 / 100,00  | 9,46 |
|                         | PSD-CDS                        | 224   | 22,00 / 100,00  | -    |
|                         | Bloco de Esquerda              | 102   | 10,02 / 100,00  | 0,01 |
|                         | Coligação Democrática Unitária | 101   | 9,92 / 100,00   | 1,52 |
|                         | Aliança                        | 56    | 5,50 / 100,00   | Novo |
|                         | CHEGA                          | 47    | 4,62 / 100,00   | Novo |
|                         | Iniciativa Liberal             | 30    | 2,95 / 100,00   | Novo |
|                         | Nós, Cidadãos!                 | 14    | 1,38 / 100,00   | -    |
| Votos Inválidos         | Votos Inválidos                | 56    | 5,50 / 100,00   | 0,82 |
| Total                   | Total                          | 1 018 | 100,00 / 100,00 |      |
| Eleitorado/Participação | Eleitorado/Participação        | 1 652 | 61,62 / 100,00  | 1,95 |

#### Castelo do Neiva
| Partido                 | Partido                        | Votos | %               | +/-  |
| ----------------------- | ------------------------------ | ----- | --------------- | ---- |
|                         | Partido Socialista             | 769   | 53,18 / 100,00  | 0,82 |
|                         | PSD-CDS                        | 318   | 21,99 / 100,00  | -    |
|                         | CHEGA                          | 89    | 6,15 / 100,00   | Novo |
|                         | Coligação Democrática Unitária | 64    | 4,43 / 100,00   | 1,68 |
|                         | Bloco de Esquerda              | 55    | 3,80 / 100,00   | 0,99 |
|                         | Aliança                        | 30    | 2,07 / 100,00   | Novo |
|                         | Iniciativa Liberal             | 25    | 1,73 / 100,00   | Novo |
|                         | Nós, Cidadãos!                 | 8     | 0,55 / 100,00   | -    |
| Votos Inválidos         | Votos Inválidos                | 88    | 6,08 / 100,00   | 0,33 |
| Total                   | Total                          | 1 446 | 100,00 / 100,00 |      |
| Eleitorado/Participação | Eleitorado/Participação        | 3 116 | 46,41 / 100,00  | 3,68 |

#### Chafé
| Partido                 | Partido                        | Votos | %               | +/-  |
| ----------------------- | ------------------------------ | ----- | --------------- | ---- |
|                         | Partido Socialista             | 720   | 51,21 / 100,00  | 9,13 |
|                         | PSD-CDS                        | 301   | 21,41 / 100,00  | -    |
|                         | CHEGA                          | 83    | 5,90 / 100,00   | Novo |
|                         | Coligação Democrática Unitária | 71    | 5,05 / 100,00   | 1,09 |
|                         | Bloco de Esquerda              | 56    | 3,98 / 100,00   | 0,66 |
|                         | Aliança                        | 35    | 2,49 / 100,00   | Novo |
|                         | Nós, Cidadãos!                 | 20    | 1,42 / 100,00   | -    |
|                         | Iniciativa Liberal             | 18    | 1,28 / 100,00   | Novo |
| Votos Inválidos         | Votos Inválidos                | 102   | 7,25 / 100,00   | 0,22 |
| Total                   | Total                          | 1 406 | 100,00 / 100,00 |      |
| Eleitorado/Participação | Eleitorado/Participação        | 3 300 | 42,61 / 100,00  | 3,62 |

#### Darque
| Partido                 | Partido                        | Votos | %               | +/-   |
| ----------------------- | ------------------------------ | ----- | --------------- | ----- |
|                         | Partido Socialista             | 1 327 | 37,32 / 100,00  | 11,87 |
|                         | Coligação Democrática Unitária | 865   | 24,33 / 100,00  | 6,08  |
|                         | PSD-CDS                        | 707   | 19,88 / 100,00  | -     |
|                         | CHEGA                          | 156   | 4,39 / 100,00   | Novo  |
|                         | Bloco de Esquerda              | 132   | 3,71 / 100,00   | 0,64  |
|                         | Aliança                        | 107   | 3,01 / 100,00   | Novo  |
|                         | Iniciativa Liberal             | 41    | 1,15 / 100,00   | Novo  |
|                         | Nós, Cidadãos!                 | 20    | 0,56 / 100,00   | -     |
| Votos Inválidos         | Votos Inválidos                | 201   | 5,65 / 100,00   | 0,50  |
| Total                   | Total                          | 3 556 | 100,00 / 100,00 |       |
| Eleitorado/Participação | Eleitorado/Participação        | 7 287 | 48,80 / 100,00  | 2,72  |

#### Freixieiro de Soutelo
| Partido                 | Partido                        | Votos | %               | +/-  |
| ----------------------- | ------------------------------ | ----- | --------------- | ---- |
|                         | Partido Socialista             | 152   | 43,80 / 100,00  | 1,14 |
|                         | PSD-CDS                        | 150   | 43,23 / 100,00  | -    |
|                         | Bloco de Esquerda              | 11    | 3,17 / 100,00   | 4,98 |
|                         | Coligação Democrática Unitária | 8     | 2,31 / 100,00   | 1,77 |
|                         | CHEGA                          | 6     | 1,73 / 100,00   | Novo |
|                         | Iniciativa Liberal             | 4     | 1,15 / 100,00   | Novo |
|                         | Aliança                        | 3     | 0,86 / 100,00   | Novo |
|                         | Nós, Cidadãos!                 | 2     | 0,58 / 100,00   | -    |
| Votos Inválidos         | Votos Inválidos                | 11    | 3,17 / 100,00   | 0,37 |
| Total                   | Total                          | 347   | 100,00 / 100,00 |      |
| Eleitorado/Participação | Eleitorado/Participação        | 447   | 77,63 / 100,00  | 1,68 |

#### Geraz do Lima e Deão
| Partido                 | Partido                        | Votos | %               | +/-  |
| ----------------------- | ------------------------------ | ----- | --------------- | ---- |
|                         | Partido Socialista             | 1 009 | 48,32 / 100,00  | 4,71 |
|                         | PSD-CDS                        | 577   | 27,63 / 100,00  | -    |
|                         | Aliança                        | 196   | 9,39 / 100,00   | Novo |
|                         | CHEGA                          | 63    | 3,02 / 100,00   | Novo |
|                         | Coligação Democrática Unitária | 38    | 1,82 / 100,00   | 0,63 |
|                         | Iniciativa Liberal             | 36    | 1,72 / 100,00   | Novo |
|                         | Bloco de Esquerda              | 33    | 1,58 / 100,00   | 0,63 |
|                         | Nós, Cidadãos!                 | 10    | 0,48 / 100,00   | -    |
| Votos Inválidos         | Votos Inválidos                | 126   | 6,04 / 100,00   | 1,65 |
| Total                   | Total                          | 2 088 | 100,00 / 100,00 |      |
| Eleitorado/Participação | Eleitorado/Participação        | 3 264 | 63,97 / 100,00  | 4,35 |

#### Lanheses
| Partido                 | Partido                        | Votos | %               | +/-  |
| ----------------------- | ------------------------------ | ----- | --------------- | ---- |
|                         | Partido Socialista             | 483   | 43,87 / 100,00  | 2,41 |
|                         | PSD-CDS                        | 354   | 32,15 / 100,00  | -    |
|                         | Aliança                        | 77    | 6,99 / 100,00   | Novo |
|                         | Iniciativa Liberal             | 39    | 3,54 / 100,00   | Novo |
|                         | Coligação Democrática Unitária | 28    | 2,54 / 100,00   | 0,25 |
|                         | CHEGA                          | 22    | 2,00 / 100,00   | Novo |
|                         | Bloco de Esquerda              | 18    | 1,63 / 100,00   | 0,28 |
|                         | Nós, Cidadãos!                 | 11    | 1,00 / 100,00   | -    |
| Votos Inválidos         | Votos Inválidos                | 69    | 6,27 / 100,00   | 1,03 |
| Total                   | Total                          | 1 101 | 100,00 / 100,00 |      |
| Eleitorado/Participação | Eleitorado/Participação        | 1 554 | 70,85 / 100,00  | 6,44 |

#### Mazarefes e Vila Fria
| Partido                 | Partido                        | Votos | %               | +/-   |
| ----------------------- | ------------------------------ | ----- | --------------- | ----- |
|                         | Partido Socialista             | 711   | 47,75 / 100,00  | 13,88 |
|                         | PSD-CDS                        | 405   | 27,20 / 100,00  | -     |
|                         | Coligação Democrática Unitária | 112   | 7,52 / 100,00   | 1,50  |
|                         | Bloco de Esquerda              | 53    | 3,56 / 100,00   | 0,46  |
|                         | Aliança                        | 42    | 2,82 / 100,00   | Novo  |
|                         | CHEGA                          | 39    | 2,62 / 100,00   | Novo  |
|                         | Iniciativa Liberal             | 13    | 0,87 / 100,00   | Novo  |
|                         | Nós, Cidadãos!                 | 10    | 0,67 / 100,00   | -     |
| Votos Inválidos         | Votos Inválidos                | 104   | 6,99 / 100,00   | 1,32  |
| Total                   | Total                          | 1 489 | 100,00 / 100,00 |       |
| Eleitorado/Participação | Eleitorado/Participação        | 2 564 | 58,07 / 100,00  | 4,21  |

#### Montaria
| Partido                 | Partido                        | Votos | %               | +/-  |
| ----------------------- | ------------------------------ | ----- | --------------- | ---- |
|                         | Partido Socialista             | 174   | 57,81 / 100,00  | 8,96 |
|                         | PSD-CDS                        | 60    | 19,93 / 100,00  | -    |
|                         | Aliança                        | 20    | 6,64 / 100,00   | Novo |
|                         | Coligação Democrática Unitária | 14    | 4,65 / 100,00   | 2,57 |
|                         | CHEGA                          | 11    | 3,65 / 100,00   | Novo |
|                         | Bloco de Esquerda              | 4     | 1,33 / 100,00   | 0,75 |
|                         | Iniciativa Liberal             | 3     | 1,00 / 100,00   | Novo |
|                         | Nós, Cidadãos!                 | 2     | 0,66 / 100,00   | -    |
| Votos Inválidos         | Votos Inválidos                | 13    | 4,32 / 100,00   | 0,46 |
| Total                   | Total                          | 301   | 100,00 / 100,00 |      |
| Eleitorado/Participação | Eleitorado/Participação        | 522   | 57,66 / 100,00  | 0,44 |

#### Mujães
| Partido                 | Partido                        | Votos | %               | +/-   |
| ----------------------- | ------------------------------ | ----- | --------------- | ----- |
|                         | Partido Socialista             | 365   | 44,57 / 100,00  | 14,06 |
|                         | PSD-CDS                        | 254   | 31,01 / 100,00  | -     |
|                         | Aliança                        | 48    | 5,86 / 100,00   | Novo  |
|                         | Coligação Democrática Unitária | 24    | 2,93 / 100,00   | 0,95  |
|                         | CHEGA                          | 24    | 2,93 / 100,00   | Novo  |
|                         | Bloco de Esquerda              | 22    | 2,69 / 100,00   | 0,26  |
|                         | Iniciativa Liberal             | 12    | 1,47 / 100,00   | Novo  |
|                         | Nós, Cidadãos!                 | 7     | 0,85 / 100,00   | -     |
| Votos Inválidos         | Votos Inválidos                | 63    | 7,69 / 100,00   | 0,47  |
| Total                   | Total                          | 819   | 100,00 / 100,00 |       |
| Eleitorado/Participação | Eleitorado/Participação        | 1 440 | 56,88 / 100,00  | 7,41  |

#### Nogueira, Meixedo e Vilar de Murteda
| Partido                 | Partido                        | Votos | %               | +/-  |
| ----------------------- | ------------------------------ | ----- | --------------- | ---- |
|                         | Partido Socialista             | 480   | 51,34 / 100,00  | 9,87 |
|                         | PSD-CDS                        | 273   | 29,20 / 100,00  | -    |
|                         | Aliança                        | 75    | 8,02 / 100,00   | Novo |
|                         | CHEGA                          | 25    | 2,67 / 100,00   | Novo |
|                         | Coligação Democrática Unitária | 16    | 1,71 / 100,00   | 0,67 |
|                         | Bloco de Esquerda              | 15    | 1,60 / 100,00   | 1,57 |
|                         | Iniciativa Liberal             | 11    | 1,18 / 100,00   | Novo |
|                         | Nós, Cidadãos!                 | 6     | 0,64 / 100,00   | -    |
| Votos Inválidos         | Votos Inválidos                | 34    | 3,64 / 100,00   | 0,77 |
| Total                   | Total                          | 935   | 100,00 / 100,00 |      |
| Eleitorado/Participação | Eleitorado/Participação        | 1 447 | 64,62 / 100,00  | 2,22 |

#### Outeiro
| Partido                 | Partido                        | Votos | %               | +/-   |
| ----------------------- | ------------------------------ | ----- | --------------- | ----- |
|                         | Partido Socialista             | 390   | 50,98 / 100,00  | 12,90 |
|                         | PSD-CDS                        | 204   | 26,67 / 100,00  | -     |
|                         | Bloco de Esquerda              | 32    | 4,18 / 100,00   | 1,80  |
|                         | Coligação Democrática Unitária | 21    | 2,75 / 100,00   | 1,12  |
|                         | Aliança                        | 20    | 2,61 / 100,00   | Novo  |
|                         | CHEGA                          | 16    | 2,09 / 100,00   | Novo  |
|                         | Iniciativa Liberal             | 13    | 1,70 / 100,00   | Novo  |
|                         | Nós, Cidadãos!                 | 7     | 0,92 / 100,00   | -     |
| Votos Inválidos         | Votos Inválidos                | 62    | 8,10 / 100,00   | 0,15  |
| Total                   | Total                          | 765   | 100,00 / 100,00 |       |
| Eleitorado/Participação | Eleitorado/Participação        | 1 071 | 71,43 / 100,00  | 3,40  |

#### Perre
| Partido                 | Partido                        | Votos | %               | +/-   |
| ----------------------- | ------------------------------ | ----- | --------------- | ----- |
|                         | Partido Socialista             | 614   | 37,58 / 100,00  | 10,04 |
|                         | PSD-CDS                        | 481   | 29,44 / 100,00  | -     |
|                         | Coligação Democrática Unitária | 175   | 10,71 / 100,00  | 2,06  |
|                         | Bloco de Esquerda              | 112   | 6,85 / 100,00   | 2,63  |
|                         | CHEGA                          | 56    | 3,43 / 100,00   | Novo  |
|                         | Aliança                        | 49    | 3,00 / 100,00   | Novo  |
|                         | Iniciativa Liberal             | 21    | 1,29 / 100,00   | Novo  |
|                         | Nós, Cidadãos!                 | 20    | 1,22 / 100,00   | -     |
| Votos Inválidos         | Votos Inválidos                | 106   | 6,48 / 100,00   | 0,18  |
| Total                   | Total                          | 1 634 | 100,00 / 100,00 |       |
| Eleitorado/Participação | Eleitorado/Participação        | 2 556 | 63,93 / 100,00  | 0,15  |

#### Santa Maria Maior e Monserrate e Meadela (Viana do Castelo)
| Partido                 | Partido                        | Votos  | %               | +/-   |
| ----------------------- | ------------------------------ | ------ | --------------- | ----- |
|                         | Partido Socialista             | 4 167  | 35,94 / 100,00  | 13,16 |
|                         | PSD-CDS                        | 2 273  | 19,61 / 100,00  | -     |
|                         | Coligação Democrática Unitária | 2 104  | 18,15 / 100,00  | 3,34  |
|                         | Bloco de Esquerda              | 903    | 7,79 / 100,00   | 1,50  |
|                         | Aliança                        | 636    | 5,49 / 100,00   | Novo  |
|                         | CHEGA                          | 413    | 3,56 / 100,00   | Novo  |
|                         | Iniciativa Liberal             | 284    | 2,45 / 100,00   | Novo  |
|                         | Nós, Cidadãos!                 | 150    | 1,29 / 100,00   | -     |
| Votos Inválidos         | Votos Inválidos                | 663    | 5,72 / 100,00   | 0,13  |
| Total                   | Total                          | 11 593 | 100,00 / 100,00 |       |
| Eleitorado/Participação | Eleitorado/Participação        | 22 866 | 50,70 / 100,00  | 0,18  |

#### Santa Marta de Portuzelo
| Partido                 | Partido                        | Votos | %               | +/-  |
| ----------------------- | ------------------------------ | ----- | --------------- | ---- |
|                         | Partido Socialista             | 1 111 | 49,09 / 100,00  | 1,43 |
|                         | PSD-CDS                        | 676   | 29,87 / 100,00  | -    |
|                         | Coligação Democrática Unitária | 115   | 5,08 / 100,00   | 0,52 |
|                         | Bloco de Esquerda              | 67    | 2,96 / 100,00   | 1,17 |
|                         | Aliança                        | 65    | 2,87 / 100,00   | Novo |
|                         | CHEGA                          | 60    | 2,65 / 100,00   | Novo |
|                         | Iniciativa Liberal             | 32    | 1,41 / 100,00   | Novo |
|                         | Nós, Cidadãos!                 | 17    | 0,75 / 100,00   | -    |
| Votos Inválidos         | Votos Inválidos                | 120   | 5,30 / 100,00   | 1,93 |
| Total                   | Total                          | 2 263 | 100,00 / 100,00 |      |
| Eleitorado/Participação | Eleitorado/Participação        | 3 590 | 63,04 / 100,00  | 2,51 |

#### São Romão de Neiva
| Partido                 | Partido                        | Votos | %               | +/-     |
| ----------------------- | ------------------------------ | ----- | --------------- | ------- |
|                         | Partido Socialista             | 458   | 63,88 / 100,00  | 5,61    |
|                         | PSD-CDS                        | 114   | 15,90 / 100,00  | -       |
|                         | Bloco de Esquerda              | 36    | 5,02 / 100,00   | 1,45    |
|                         | CHEGA                          | 24    | 3,35 / 100,00   | Novo    |
|                         | Coligação Democrática Unitária | 16    | 2,23 / 100,00   | Estável |
|                         | Iniciativa Liberal             | 8     | 1,12 / 100,00   | Novo    |
|                         | Aliança                        | 7     | 0,98 / 100,00   | Novo    |
|                         | Nós, Cidadãos!                 | 6     | 0,84 / 100,00   | -       |
| Votos Inválidos         | Votos Inválidos                | 48    | 6,69 / 100,00   | 0,01    |
| Total                   | Total                          | 717   | 100,00 / 100,00 |         |
| Eleitorado/Participação | Eleitorado/Participação        | 1 163 | 61,65 / 100,00  | 8,06    |

#### Subportela, Deocriste e Portela Susã
| Partido                 | Partido                        | Votos | %               | +/-  |
| ----------------------- | ------------------------------ | ----- | --------------- | ---- |
|                         | Partido Socialista             | 872   | 56,48 / 100,00  | 1,25 |
|                         | PSD-CDS                        | 476   | 30,83 / 100,00  | -    |
|                         | CHEGA                          | 33    | 2,14 / 100,00   | Novo |
|                         | Aliança                        | 31    | 2,01 / 100,00   | Novo |
|                         | Bloco de Esquerda              | 25    | 1,62 / 100,00   | 0,07 |
|                         | Coligação Democrática Unitária | 21    | 1,36 / 100,00   | 0,26 |
|                         | Iniciativa Liberal             | 10    | 0,65 / 100,00   | Novo |
|                         | Nós, Cidadãos!                 | 4     | 0,26 / 100,00   | -    |
| Votos Inválidos         | Votos Inválidos                | 72    | 4,66 / 100,00   | 1,20 |
| Total                   | Total                          | 1 544 | 100,00 / 100,00 |      |
| Eleitorado/Participação | Eleitorado/Participação        | 2 269 | 68,05 / 100,00  | 3,86 |

#### Torre e Vila Mou
| Partido                 | Partido                        | Votos | %               | +/-  |
| ----------------------- | ------------------------------ | ----- | --------------- | ---- |
|                         | Partido Socialista             | 309   | 45,98 / 100,00  | 5,43 |
|                         | PSD-CDS                        | 177   | 26,34 / 100,00  | -    |
|                         | CHEGA                          | 41    | 6,10 / 100,00   | Novo |
|                         | Coligação Democrática Unitária | 37    | 5,51 / 100,00   | 3,04 |
|                         | Bloco de Esquerda              | 24    | 3,57 / 100,00   | 1,52 |
|                         | Aliança                        | 23    | 3,42 / 100,00   | Novo |
|                         | Nós, Cidadãos!                 | 10    | 1,49 / 100,00   | -    |
|                         | Iniciativa Liberal             | 7     | 1,04 / 100,00   | Novo |
| Votos Inválidos         | Votos Inválidos                | 44    | 6,55 / 100,00   | 0,42 |
| Total                   | Total                          | 672   | 100,00 / 100,00 |      |
| Eleitorado/Participação | Eleitorado/Participação        | 1 198 | 56,09 / 100,00  | 0,34 |

#### Vila de Punhe
| Partido                 | Partido                        | Votos | %               | +/-   |
| ----------------------- | ------------------------------ | ----- | --------------- | ----- |
|                         | Partido Socialista             | 783   | 62,49 / 100,00  | 10,49 |
|                         | PSD-CDS                        | 217   | 17,32 / 100,00  | -     |
|                         | Coligação Democrática Unitária | 50    | 3,99 / 100,00   | 0,26  |
|                         | Bloco de Esquerda              | 41    | 3,27 / 100,00   | 0,78  |
|                         | CHEGA                          | 34    | 2,71 / 100,00   | Novo  |
|                         | Aliança                        | 20    | 1,60 / 100,00   | Novo  |
|                         | Iniciativa Liberal             | 19    | 1,52 / 100,00   | Novo  |
|                         | Nós, Cidadãos!                 | 9     | 0,72 / 100,00   | -     |
| Votos Inválidos         | Votos Inválidos                | 80    | 6,38 / 100,00   | 2,37  |
| Total                   | Total                          | 1 253 | 100,00 / 100,00 |       |
| Eleitorado/Participação | Eleitorado/Participação        | 2 161 | 57,98 / 100,00  | 3,33  |

#### Vila Franca
| Partido                 | Partido                        | Votos | %               | +/-  |
| ----------------------- | ------------------------------ | ----- | --------------- | ---- |
|                         | Partido Socialista             | 513   | 47,54 / 100,00  | 7,43 |
|                         | PSD-CDS                        | 332   | 30,77 / 100,00  | -    |
|                         | Coligação Democrática Unitária | 82    | 7,60 / 100,00   | 1,79 |
|                         | CHEGA                          | 29    | 2,69 / 100,00   | Novo |
|                         | Bloco de Esquerda              | 28    | 2,59 / 100,00   | 0,29 |
|                         | Aliança                        | 27    | 2,50 / 100,00   | Novo |
|                         | Iniciativa Liberal             | 19    | 1,76 / 100,00   | Novo |
|                         | Nós, Cidadãos!                 | 4     | 0,37 / 100,00   | -    |
| Votos Inválidos         | Votos Inválidos                | 45    | 4,17 / 100,00   | 0,43 |
| Total                   | Total                          | 1 079 | 100,00 / 100,00 |      |
| Eleitorado/Participação | Eleitorado/Participação        | 1 639 | 65,83 / 100,00  | 3,34 |

### Assembleia Municipal
| Freguesia                                | %     | %        | %     | %    | %     | %    | %     | %    | %  | Votantes |
| Freguesia                                | PS    | PSD- CDS | CDU   | JSPV | BE    | CH   | A     | IL   | NC | Votantes |
| ---------------------------------------- | ----- | -------- | ----- | ---- | ----- | ---- | ----- | ---- | -- | -------- |
| Freguesia                                |       |          |       |      |       |      |       |      |    | Votantes |
| Afife                                    | 33,52 | 21,18    | 15,39 | 4,59 | 4,59  | 4,04 | 2,62  | 1,53 | 0  | 916      |
| Alvarães                                 | 54,71 | 28,03    | 2,62  | 1,56 | 1,42  | 3,96 | 1,20  | 1,70 | 0  | 1 413    |
| Amonde                                   | 69,01 | 18,31    | 3,76  | 0,94 | 0,47  | 2,35 | 1,41  | 0    | 0  | 213      |
| Anha                                     | 58,39 | 20,92    | 3,05  | 2,18 | 2,47  | 5,37 | 1,45  | 0,58 | 0  | 1 377    |
| Areosa                                   | 37,33 | 16,27    | 14,71 | 6,44 | 7,60  | 3,84 | 3,71  | 3,00 | 0  | 2 237    |
| Barroselas e Carvoeiro                   | 44,84 | 35,34    | 3,56  | 1,55 | 2,94  | 2,69 | 1,21  | 0,97 | 0  | 2 895    |
| Cardielos e Serreleis                    | 40,08 | 36,35    | 3,87  | 4,69 | 2,51  | 2,31 | 1,90  | 4,21 | 0  | 1 472    |
| Carreço                                  | 33,60 | 21,61    | 8,94  | 5,21 | 10,22 | 5,70 | 4,81  | 3,05 | 0  | 1 018    |
| Castelo do Neiva                         | 47,65 | 22,82    | 4,63  | 1,87 | 4,15  | 6,71 | 2,21  | 1,45 | 0  | 1 446    |
| Chafé                                    | 44,45 | 21,27    | 5,55  | 5,41 | 4,34  | 6,54 | 1,92  | 1,71 | 0  | 1 406    |
| Darque                                   | 32,80 | 17,71    | 25,82 | 4,98 | 3,80  | 4,76 | 2,53  | 1,18 | 0  | 3 552    |
| Freixieiro de Soutelo                    | 39,77 | 44,38    | 2,88  | 0,86 | 3,75  | 2,02 | 0,58  | 1,44 | 0  | 347      |
| Geraz do Lima e Deão                     | 41,64 | 27,50    | 2,16  | 2,16 | 2,30  | 3,88 | 11,12 | 1,49 | 0  | 2 087    |
| Lanheses                                 | 39,69 | 32,61    | 2,82  | 1,09 | 2,63  | 2,63 | 7,45  | 3,72 | 0  | 1 101    |
| Mazarefes e Vila Fria                    | 44,86 | 26,66    | 8,13  | 3,02 | 4,10  | 3,36 | 2,55  | 0,87 | 0  | 1 489    |
| Montaria                                 | 57,14 | 19,27    | 4,65  | 1,66 | 1,00  | 3,99 | 6,64  | 1,00 | 0  | 301      |
| Mujães                                   | 41,27 | 30,89    | 2,69  | 2,56 | 3,42  | 3,05 | 5,98  | 1,59 | 0  | 819      |
| Nogueira, Meixedo e Vilar de Murteda     | 47,97 | 28,69    | 2,46  | 2,03 | 2,25  | 2,68 | 8,78  | 0,96 | 0  | 934      |
| Outeiro                                  | 46,27 | 26,93    | 3,01  | 3,14 | 4,84  | 1,96 | 2,09  | 1,57 | 0  | 765      |
| Perre                                    | 32,62 | 27,78    | 11,69 | 5,69 | 6,67  | 3,86 | 2,63  | 1,65 | 0  | 1 634    |
| Santa Maria Maior e Monserrate e Meadela | 29,38 | 17,79    | 19,13 | 8,43 | 7,79  | 4,03 | 3,71  | 2,76 | 0  | 11 593   |
| Santa Marta de Portuzelo                 | 43,31 | 29,30    | 5,97  | 5,88 | 3,58  | 2,43 | 2,12  | 1,33 | 0  | 2 263    |
| São Romão de Neiva                       | 63,46 | 15,62    | 1,53  | 2,65 | 3,91  | 3,63 | 0,98  | 0,98 | 0  | 717      |
| Subportela, Deocriste e Portela Susã     | 49,38 | 32,47    | 2,14  | 2,33 | 1,62  | 2,72 | 2,46  | 0,78 | 0  | 1 543    |
| Torre e Vila Mou                         | 38,84 | 25,60    | 5,06  | 5,06 | 3,72  | 6,25 | 5,06  | 1,64 | 0  | 672      |
| Vila de Punhe                            | 59,46 | 16,28    | 3,43  | 3,35 | 3,11  | 2,87 | 1,28  | 1,44 | 0  | 1 253    |
| Vila Franca                              | 42,86 | 31,35    | 7,33  | 3,15 | 2,78  | 2,97 | 2,41  | 1,86 | 0  | 1 078    |
| Viana do Castelo                         | 39,97 | 23,83    | 10,53 | 4,79 | 4,78  | 3,77 | 3,46  | 1,92 | 0  | 46 541   |

#### Afife
| Partido                 | Partido                        | Votos | %               | +/-  |
| ----------------------- | ------------------------------ | ----- | --------------- | ---- |
|                         | Partido Socialista             | 307   | 33,52 / 100,00  | 4,88 |
|                         | PSD-CDS                        | 194   | 21,18 / 100,00  | -    |
|                         | Coligação Democrática Unitária | 141   | 15,39 / 100,00  | 2,10 |
|                         | Joca Servir o Povo de Viana    | 42    | 4,59 / 100,00   | Novo |
|                         | Bloco de Esquerda              | 42    | 4,59 / 100,00   | 1,92 |
|                         | CHEGA                          | 37    | 4,04 / 100,00   | Novo |
|                         | Aliança                        | 24    | 2,62 / 100,00   | Novo |
|                         | Iniciativa Liberal             | 14    | 1,53 / 100,00   | Novo |
|                         | Nós, Cidadãos!                 | 0     | 0,00 / 100,00   | -    |
| Votos Inválidos         | Votos Inválidos                | 115   | 12,56 / 100,00  | 6,16 |
| Total                   | Total                          | 916   | 100,00 / 100,00 |      |
| Eleitorado/Participação | Eleitorado/Participação        | 1 457 | 62,87 / 100,00  | 4,96 |

#### Alvarães
| Partido                 | Partido                        | Votos | %               | +/-  |
| ----------------------- | ------------------------------ | ----- | --------------- | ---- |
|                         | Partido Socialista             | 773   | 54,71 / 100,00  | 7,46 |
|                         | PSD-CDS                        | 396   | 28,03 / 100,00  | -    |
|                         | CHEGA                          | 56    | 3,96 / 100,00   | Novo |
|                         | Coligação Democrática Unitária | 37    | 2,62 / 100,00   | 0,41 |
|                         | Iniciativa Liberal             | 24    | 1,70 / 100,00   | Novo |
|                         | Joca Servir o Povo de Viana    | 22    | 1,56 / 100,00   | Novo |
|                         | Bloco de Esquerda              | 20    | 1,42 / 100,00   | 1,05 |
|                         | Aliança                        | 17    | 1,20 / 100,00   | Novo |
|                         | Nós, Cidadãos!                 | 0     | 0,00 / 100,00   | -    |
| Votos Inválidos         | Votos Inválidos                | 68    | 4,81 / 100,00   | 1,33 |
| Total                   | Total                          | 1 413 | 100,00 / 100,00 |      |
| Eleitorado/Participação | Eleitorado/Participação        | 2 609 | 54,16 / 100,00  | 9,63 |

#### Amonde
| Partido                 | Partido                        | Votos | %               | +/-  |
| ----------------------- | ------------------------------ | ----- | --------------- | ---- |
|                         | Partido Socialista             | 147   | 69,01 / 100,00  | 2,88 |
|                         | PSD-CDS                        | 39    | 18,31 / 100,00  | -    |
|                         | Coligação Democrática Unitária | 8     | 3,76 / 100,00   | 1,48 |
|                         | CHEGA                          | 5     | 2,35 / 100,00   | Novo |
|                         | Aliança                        | 3     | 1,41 / 100,00   | Novo |
|                         | Joca Servir o Povo de Viana    | 2     | 0,94 / 100,00   | Novo |
|                         | Bloco de Esquerda              | 1     | 0,47 / 100,00   | 3,97 |
|                         | Iniciativa Liberal             | 0     | 0,00 / 100,00   | Novo |
|                         | Nós, Cidadãos!                 | 0     | 0,00 / 100,00   | -    |
| Votos Inválidos         | Votos Inválidos                | 8     | 3,76 / 100,00   | 1,89 |
| Total                   | Total                          | 213   | 100,00 / 100,00 |      |
| Eleitorado/Participação | Eleitorado/Participação        | 267   | 79,78 / 100,00  | 1,00 |

#### Anha
| Partido                 | Partido                        | Votos | %               | +/-  |
| ----------------------- | ------------------------------ | ----- | --------------- | ---- |
|                         | Partido Socialista             | 804   | 58,39 / 100,00  | 9,60 |
|                         | PSD-CDS                        | 288   | 20,92 / 100,00  | -    |
|                         | CHEGA                          | 74    | 5,37 / 100,00   | Novo |
|                         | Coligação Democrática Unitária | 42    | 3,05 / 100,00   | 0,31 |
|                         | Bloco de Esquerda              | 34    | 2,47 / 100,00   | 1,28 |
|                         | Joca Servir o Povo de Viana    | 30    | 2,18 / 100,00   | Novo |
|                         | Aliança                        | 20    | 1,45 / 100,00   | Novo |
|                         | Iniciativa Liberal             | 8     | 0,58 / 100,00   | Novo |
|                         | Nós, Cidadãos!                 | 0     | 0,00 / 100,00   | -    |
| Votos Inválidos         | Votos Inválidos                | 77    | 5,59 / 100,00   | 0,04 |
| Total                   | Total                          | 1 377 | 100,00 / 100,00 |      |
| Eleitorado/Participação | Eleitorado/Participação        | 2 260 | 60,93 / 100,00  | 4,86 |

#### Areosa
| Partido                 | Partido                        | Votos | %               | +/-   |
| ----------------------- | ------------------------------ | ----- | --------------- | ----- |
|                         | Partido Socialista             | 835   | 37,33 / 100,00  | 15,36 |
|                         | PSD-CDS                        | 364   | 16,27 / 100,00  | -     |
|                         | Coligação Democrática Unitária | 329   | 14,71 / 100,00  | 4,41  |
|                         | Bloco de Esquerda              | 170   | 7,60 / 100,00   | 0,83  |
|                         | Joca Servir o Povo de Viana    | 144   | 6,44 / 100,00   | Novo  |
|                         | CHEGA                          | 86    | 3,84 / 100,00   | Novo  |
|                         | Aliança                        | 83    | 3,71 / 100,00   | Novo  |
|                         | Iniciativa Liberal             | 67    | 3,00 / 100,00   | Novo  |
|                         | Nós, Cidadãos!                 | 0     | 0,00 / 100,00   | -     |
| Votos Inválidos         | Votos Inválidos                | 159   | 7,11 / 100,00   | 2,33  |
| Total                   | Total                          | 2 237 | 100,00 / 100,00 |       |
| Eleitorado/Participação | Eleitorado/Participação        | 4 301 | 52,01 / 100,00  | 0,08  |

#### Barroselas e Carvoeiro
| Partido                 | Partido                        | Votos | %               | +/-  |
| ----------------------- | ------------------------------ | ----- | --------------- | ---- |
|                         | Partido Socialista             | 1 298 | 44,84 / 100,00  | 5,80 |
|                         | PSD-CDS                        | 1 023 | 35,34 / 100,00  | -    |
|                         | Coligação Democrática Unitária | 103   | 3,56 / 100,00   | 0,71 |
|                         | Bloco de Esquerda              | 85    | 2,94 / 100,00   | 0,18 |
|                         | CHEGA                          | 78    | 2,69 / 100,00   | Novo |
|                         | Joca Servir o Povo de Viana    | 45    | 1,55 / 100,00   | Novo |
|                         | Aliança                        | 35    | 1,21 / 100,00   | Novo |
|                         | Iniciativa Liberal             | 28    | 0,97 / 100,00   | Novo |
|                         | Nós, Cidadãos!                 | 0     | 0,00 / 100,00   | -    |
| Votos Inválidos         | Votos Inválidos                | 200   | 6,91 / 100,00   | 2,12 |
| Total                   | Total                          | 2 895 | 100,00 / 100,00 |      |
| Eleitorado/Participação | Eleitorado/Participação        | 4 691 | 61,71 / 100,00  | 0,04 |

#### Cardielos e Serreleis
| Partido                 | Partido                        | Votos | %               | +/-  |
| ----------------------- | ------------------------------ | ----- | --------------- | ---- |
|                         | Partido Socialista             | 590   | 40,08 / 100,00  | 4,14 |
|                         | PSD-CDS                        | 535   | 36,35 / 100,00  | -    |
|                         | Joca Servir o Povo de Viana    | 69    | 4,69 / 100,00   | Novo |
|                         | Iniciativa Liberal             | 62    | 4,21 / 100,00   | Novo |
|                         | Coligação Democrática Unitária | 57    | 3,87 / 100,00   | 1,07 |
|                         | Bloco de Esquerda              | 37    | 2,51 / 100,00   | 0,97 |
|                         | CHEGA                          | 34    | 2,31 / 100,00   | Novo |
|                         | Aliança                        | 28    | 1,90 / 100,00   | Novo |
|                         | Nós, Cidadãos!                 | 0     | 0,00 / 100,00   | -    |
| Votos Inválidos         | Votos Inválidos                | 60    | 4,08 / 100,00   | 3,65 |
| Total                   | Total                          | 1 472 | 100,00 / 100,00 |      |
| Eleitorado/Participação | Eleitorado/Participação        | 2 037 | 72,26 / 100,00  | 4,33 |

#### Carreço
| Partido                 | Partido                        | Votos | %               | +/-  |
| ----------------------- | ------------------------------ | ----- | --------------- | ---- |
|                         | Partido Socialista             | 342   | 33,60 / 100,00  | 7,10 |
|                         | PSD-CDS                        | 220   | 21,61 / 100,00  | -    |
|                         | Bloco de Esquerda              | 104   | 10,22 / 100,00  | 0,36 |
|                         | Coligação Democrática Unitária | 91    | 8,94 / 100,00   | 2,20 |
|                         | CHEGA                          | 58    | 5,70 / 100,00   | Novo |
|                         | Joca Servir o Povo de Viana    | 53    | 5,21 / 100,00   | Novo |
|                         | Aliança                        | 49    | 4,81 / 100,00   | Novo |
|                         | Iniciativa Liberal             | 31    | 3,05 / 100,00   | Novo |
|                         | Nós, Cidadãos!                 | 0     | 0,00 / 100,00   | -    |
| Votos Inválidos         | Votos Inválidos                | 70    | 6,88 / 100,00   | 1,12 |
| Total                   | Total                          | 1 018 | 100,00 / 100,00 |      |
| Eleitorado/Participação | Eleitorado/Participação        | 1 652 | 61,62 / 100,00  | 1,95 |

#### Castelo do Neiva
| Partido                 | Partido                        | Votos | %               | +/-  |
| ----------------------- | ------------------------------ | ----- | --------------- | ---- |
|                         | Partido Socialista             | 689   | 47,65 / 100,00  | 1,71 |
|                         | PSD-CDS                        | 330   | 22,82 / 100,00  | -    |
|                         | CHEGA                          | 97    | 6,71 / 100,00   | Novo |
|                         | Coligação Democrática Unitária | 67    | 4,63 / 100,00   | 1,46 |
|                         | Bloco de Esquerda              | 60    | 4,15 / 100,00   | 0,86 |
|                         | Aliança                        | 32    | 2,21 / 100,00   | Novo |
|                         | Joca Servir o Povo de Viana    | 27    | 1,87 / 100,00   | Novo |
|                         | Iniciativa Liberal             | 21    | 1,45 / 100,00   | Novo |
|                         | Nós, Cidadãos!                 | 0     | 0,00 / 100,00   | -    |
| Votos Inválidos         | Votos Inválidos                | 123   | 8,51 / 100,00   | 0,70 |
| Total                   | Total                          | 1 446 | 100,00 / 100,00 |      |
| Eleitorado/Participação | Eleitorado/Participação        | 3 116 | 46,41 / 100,00  | 3,68 |

#### Chafé
| Partido                 | Partido                        | Votos | %               | +/-   |
| ----------------------- | ------------------------------ | ----- | --------------- | ----- |
|                         | Partido Socialista             | 625   | 44,45 / 100,00  | 10,70 |
|                         | PSD-CDS                        | 299   | 21,27 / 100,00  | -     |
|                         | CHEGA                          | 92    | 6,54 / 100,00   | Novo  |
|                         | Coligação Democrática Unitária | 78    | 5,55 / 100,00   | 0,64  |
|                         | Joca Servir o Povo de Viana    | 76    | 5,41 / 100,00   | Novo  |
|                         | Bloco de Esquerda              | 61    | 4,34 / 100,00   | 0,10  |
|                         | Aliança                        | 27    | 1,92 / 100,00   | Novo  |
|                         | Iniciativa Liberal             | 24    | 1,71 / 100,00   | Novo  |
|                         | Nós, Cidadãos!                 | 0     | 0,00 / 100,00   | -     |
| Votos Inválidos         | Votos Inválidos                | 124   | 8,82 / 100,00   | 0,83  |
| Total                   | Total                          | 1 406 | 100,00 / 100,00 |       |
| Eleitorado/Participação | Eleitorado/Participação        | 3 300 | 42,61 / 100,00  | 3,62  |

#### Darque
| Partido                 | Partido                        | Votos | %               | +/-  |
| ----------------------- | ------------------------------ | ----- | --------------- | ---- |
|                         | Partido Socialista             | 1 165 | 32,80 / 100,00  | 9,61 |
|                         | Coligação Democrática Unitária | 917   | 25,82 / 100,00  | 4,55 |
|                         | PSD-CDS                        | 629   | 17,71 / 100,00  | -    |
|                         | Joca Servir o Povo de Viana    | 177   | 4,98 / 100,00   | Novo |
|                         | CHEGA                          | 169   | 4,76 / 100,00   | Novo |
|                         | Bloco de Esquerda              | 135   | 3,80 / 100,00   | 0,93 |
|                         | Aliança                        | 90    | 2,53 / 100,00   | Novo |
|                         | Iniciativa Liberal             | 42    | 1,18 / 100,00   | Novo |
|                         | Nós, Cidadãos!                 | 0     | 0,00 / 100,00   | -    |
| Votos Inválidos         | Votos Inválidos                | 228   | 6,42 / 100,00   | 0,82 |
| Total                   | Total                          | 3 552 | 100,00 / 100,00 |      |
| Eleitorado/Participação | Eleitorado/Participação        | 7 287 | 48,74 / 100,00  | 2,66 |

#### Freixieiro de Soutelo
| Partido                 | Partido                        | Votos | %               | +/-  |
| ----------------------- | ------------------------------ | ----- | --------------- | ---- |
|                         | PSD-CDS                        | 154   | 44,38 / 100,00  | -    |
|                         | Partido Socialista             | 138   | 39,77 / 100,00  | 3,44 |
|                         | Bloco de Esquerda              | 13    | 3,75 / 100,00   | 2,23 |
|                         | Coligação Democrática Unitária | 10    | 2,88 / 100,00   | 1,74 |
|                         | CHEGA                          | 7     | 2,02 / 100,00   | Novo |
|                         | Iniciativa Liberal             | 5     | 1,44 / 100,00   | Novo |
|                         | Joca Servir o Povo de Viana    | 3     | 0,86 / 100,00   | Novo |
|                         | Aliança                        | 2     | 0,58 / 100,00   | Novo |
|                         | Nós, Cidadãos!                 | 0     | 0,00 / 100,00   | -    |
| Votos Inválidos         | Votos Inválidos                | 15    | 4,32 / 100,00   | 0,79 |
| Total                   | Total                          | 347   | 100,00 / 100,00 |      |
| Eleitorado/Participação | Eleitorado/Participação        | 447   | 77,63 / 100,00  | 1,68 |

#### Geraz do Lima e Deão
| Partido                 | Partido                        | Votos | %               | +/-  |
| ----------------------- | ------------------------------ | ----- | --------------- | ---- |
|                         | Partido Socialista             | 869   | 41,64 / 100,00  | 0,84 |
|                         | PSD-CDS                        | 574   | 27,50 / 100,00  | -    |
|                         | Aliança                        | 232   | 11,12 / 100,00  | Novo |
|                         | CHEGA                          | 81    | 3,88 / 100,00   | Novo |
|                         | Bloco de Esquerda              | 48    | 2,30 / 100,00   | 0,15 |
|                         | Coligação Democrática Unitária | 45    | 2,16 / 100,00   | 0,58 |
|                         | Joca Servir o Povo de Viana    | 45    | 2,16 / 100,00   | Novo |
|                         | Iniciativa Liberal             | 31    | 1,49 / 100,00   | Novo |
|                         | Nós, Cidadãos!                 | 0     | 0,00 / 100,00   | -    |
| Votos Inválidos         | Votos Inválidos                | 162   | 7,76 / 100,00   | 1,08 |
| Total                   | Total                          | 2 087 | 100,00 / 100,00 |      |
| Eleitorado/Participação | Eleitorado/Participação        | 3 264 | 63,94 / 100,00  | 4,35 |

#### Lanheses
| Partido                 | Partido                        | Votos | %               | +/-  |
| ----------------------- | ------------------------------ | ----- | --------------- | ---- |
|                         | Partido Socialista             | 437   | 39,69 / 100,00  | 2,00 |
|                         | PSD-CDS                        | 359   | 32,61 / 100,00  | -    |
|                         | Aliança                        | 82    | 7,45 / 100,00   | Novo |
|                         | Iniciativa Liberal             | 41    | 3,72 / 100,00   | Novo |
|                         | Coligação Democrática Unitária | 31    | 2,82 / 100,00   | 0,71 |
|                         | CHEGA                          | 29    | 2,63 / 100,00   | Novo |
|                         | Bloco de Esquerda              | 25    | 2,27 / 100,00   | 0,27 |
|                         | Joca Servir o Povo de Viana    | 12    | 1,09 / 100,00   | Novo |
|                         | Nós, Cidadãos!                 | 0     | 0,00 / 100,00   | -    |
| Votos Inválidos         | Votos Inválidos                | 85    | 7,72 / 100,00   | 1,52 |
| Total                   | Total                          | 1 101 | 100,00 / 100,00 |      |
| Eleitorado/Participação | Eleitorado/Participação        | 1 554 | 70,85 / 100,00  | 6,44 |

#### Mazarefes e Vila Fria
| Partido                 | Partido                        | Votos | %               | +/-  |
| ----------------------- | ------------------------------ | ----- | --------------- | ---- |
|                         | Partido Socialista             | 668   | 44,86 / 100,00  | 9,43 |
|                         | PSD-CDS                        | 397   | 26,66 / 100,00  | -    |
|                         | Coligação Democrática Unitária | 121   | 8,13 / 100,00   | 0,58 |
|                         | Bloco de Esquerda              | 61    | 4,10 / 100,00   | 0,47 |
|                         | CHEGA                          | 50    | 3,36 / 100,00   | Novo |
|                         | Joca Servir o Povo de Viana    | 45    | 3,02 / 100,00   | Novo |
|                         | Aliança                        | 38    | 2,55 / 100,00   | Novo |
|                         | Iniciativa Liberal             | 13    | 0,87 / 100,00   | Novo |
|                         | Nós, Cidadãos!                 | 0     | 0,00 / 100,00   | -    |
| Votos Inválidos         | Votos Inválidos                | 96    | 6,45 / 100,00   | 0,07 |
| Total                   | Total                          | 1 489 | 100,00 / 100,00 |      |
| Eleitorado/Participação | Eleitorado/Participação        | 2 564 | 58,07 / 100,00  | 4,21 |

#### Montaria
| Partido                 | Partido                        | Votos | %               | +/-  |
| ----------------------- | ------------------------------ | ----- | --------------- | ---- |
|                         | Partido Socialista             | 172   | 57,14 / 100,00  | 1,06 |
|                         | PSD-CDS                        | 58    | 19,27 / 100,00  | -    |
|                         | Aliança                        | 20    | 6,64 / 100,00   | Novo |
|                         | Coligação Democrática Unitária | 14    | 4,65 / 100,00   | 2,57 |
|                         | CHEGA                          | 12    | 3,99 / 100,00   | Novo |
|                         | Joca Servir o Povo de Viana    | 5     | 1,66 / 100,00   | Novo |
|                         | Bloco de Esquerda              | 3     | 1,00 / 100,00   | 1,37 |
|                         | Iniciativa Liberal             | 3     | 1,00 / 100,00   | Novo |
|                         | Nós, Cidadãos!                 | 0     | 0,00 / 100,00   | -    |
| Votos Inválidos         | Votos Inválidos                | 14    | 4,65 / 100,00   | 1,29 |
| Total                   | Total                          | 301   | 100,00 / 100,00 |      |
| Eleitorado/Participação | Eleitorado/Participação        | 522   | 57,66 / 100,00  | 0,44 |

#### Mujães
| Partido                 | Partido                        | Votos | %               | +/-   |
| ----------------------- | ------------------------------ | ----- | --------------- | ----- |
|                         | Partido Socialista             | 338   | 41,27 / 100,00  | 11,61 |
|                         | PSD-CDS                        | 253   | 30,89 / 100,00  | -     |
|                         | Aliança                        | 49    | 5,98 / 100,00   | Novo  |
|                         | Bloco de Esquerda              | 28    | 3,42 / 100,00   | 0,60  |
|                         | CHEGA                          | 25    | 3,05 / 100,00   | Novo  |
|                         | Coligação Democrática Unitária | 22    | 2,69 / 100,00   | 1,06  |
|                         | Joca Servir o Povo de Viana    | 21    | 2,56 / 100,00   | Novo  |
|                         | Iniciativa Liberal             | 13    | 1,59 / 100,00   | Novo  |
|                         | Nós, Cidadãos!                 | 0     | 0,00 / 100,00   | -     |
| Votos Inválidos         | Votos Inválidos                | 70    | 8,55 / 100,00   | 0,52  |
| Total                   | Total                          | 819   | 100,00 / 100,00 |       |
| Eleitorado/Participação | Eleitorado/Participação        | 1 440 | 56,88 / 100,00  | 7,41  |

#### Nogueira, Meixedo e Vilar de Murteda
| Partido                 | Partido                        | Votos | %               | +/-  |
| ----------------------- | ------------------------------ | ----- | --------------- | ---- |
|                         | Partido Socialista             | 448   | 47,97 / 100,00  | 7,44 |
|                         | PSD-CDS                        | 268   | 28,69 / 100,00  | -    |
|                         | Aliança                        | 82    | 8,78 / 100,00   | Novo |
|                         | CHEGA                          | 25    | 2,68 / 100,00   | Novo |
|                         | Coligação Democrática Unitária | 23    | 2,46 / 100,00   | 1,41 |
|                         | Bloco de Esquerda              | 21    | 2,25 / 100,00   | 0,53 |
|                         | Joca Servir o Povo de Viana    | 19    | 2,03 / 100,00   | Novo |
|                         | Iniciativa Liberal             | 9     | 0,96 / 100,00   | Novo |
|                         | Nós, Cidadãos!                 | 0     | 0,00 / 100,00   | -    |
| Votos Inválidos         | Votos Inválidos                | 39    | 4,18 / 100,00   | 0,61 |
| Total                   | Total                          | 934   | 100,00 / 100,00 |      |
| Eleitorado/Participação | Eleitorado/Participação        | 1 447 | 64,55 / 100,00  | 2,23 |

#### Outeiro
| Partido                 | Partido                        | Votos | %               | +/-  |
| ----------------------- | ------------------------------ | ----- | --------------- | ---- |
|                         | Partido Socialista             | 354   | 46,27 / 100,00  | 7,60 |
|                         | PSD-CDS                        | 206   | 26,93 / 100,00  | -    |
|                         | Bloco de Esquerda              | 37    | 4,84 / 100,00   | 1,59 |
|                         | Joca Servir o Povo de Viana    | 24    | 3,14 / 100,00   | Novo |
|                         | Coligação Democrática Unitária | 23    | 3,01 / 100,00   | 0,24 |
|                         | Aliança                        | 16    | 2,09 / 100,00   | Novo |
|                         | CHEGA                          | 15    | 1,96 / 100,00   | Novo |
|                         | Iniciativa Liberal             | 12    | 1,57 / 100,00   | Novo |
|                         | Nós, Cidadãos!                 | 0     | 0,00 / 100,00   | -    |
| Votos Inválidos         | Votos Inválidos                | 78    | 10,19 / 100,00  | 0,56 |
| Total                   | Total                          | 765   | 100,00 / 100,00 |      |
| Eleitorado/Participação | Eleitorado/Participação        | 1 071 | 71,43 / 100,00  | 3,38 |

#### Perre
| Partido                 | Partido                        | Votos | %               | +/-  |
| ----------------------- | ------------------------------ | ----- | --------------- | ---- |
|                         | Partido Socialista             | 533   | 32,62 / 100,00  | 7,46 |
|                         | PSD-CDS                        | 454   | 27,78 / 100,00  | -    |
|                         | Coligação Democrática Unitária | 191   | 11,69 / 100,00  | 0,02 |
|                         | Bloco de Esquerda              | 109   | 6,67 / 100,00   | 2,57 |
|                         | Joca Servir o Povo de Viana    | 93    | 5,69 / 100,00   | Novo |
|                         | CHEGA                          | 63    | 3,86 / 100,00   | Novo |
|                         | Aliança                        | 43    | 2,63 / 100,00   | Novo |
|                         | Iniciativa Liberal             | 27    | 1,65 / 100,00   | Novo |
|                         | Nós, Cidadãos!                 | 0     | 0,00 / 100,00   | -    |
| Votos Inválidos         | Votos Inválidos                | 121   | 7,41 / 100,00   | 0,94 |
| Total                   | Total                          | 1 634 | 100,00 / 100,00 |      |
| Eleitorado/Participação | Eleitorado/Participação        | 2 556 | 63,93 / 100,00  | 0,15 |

#### Santa Maria Maior e Monserrate e Meadela (Viana do Castelo)
| Partido                 | Partido                        | Votos  | %               | +/-  |
| ----------------------- | ------------------------------ | ------ | --------------- | ---- |
|                         | Partido Socialista             | 3 406  | 29,38 / 100,00  | 8,32 |
|                         | Coligação Democrática Unitária | 2 218  | 19,13 / 100,00  | 0,80 |
|                         | PSD-CDS                        | 2 062  | 17,79 / 100,00  | -    |
|                         | Joca Servir o Povo de Viana    | 977    | 8,43 / 100,00   | Novo |
|                         | Bloco de Esquerda              | 903    | 7,79 / 100,00   | 2,50 |
|                         | Aliança                        | 467    | 4,03 / 100,00   | Novo |
|                         | CHEGA                          | 430    | 3,71 / 100,00   | Novo |
|                         | Iniciativa Liberal             | 320    | 2,76 / 100,00   | Novo |
|                         | Nós, Cidadãos!                 | 0      | 0,00 / 100,00   | -    |
| Votos Inválidos         | Votos Inválidos                | 810    | 6,99 / 100,00   | 0,77 |
| Total                   | Total                          | 11 593 | 100,00 / 100,00 |      |
| Eleitorado/Participação | Eleitorado/Participação        | 22 866 | 50,70 / 100,00  | 0,18 |

#### Santa Marta de Portuzelo
| Partido                 | Partido                        | Votos | %               | +/-  |
| ----------------------- | ------------------------------ | ----- | --------------- | ---- |
|                         | Partido Socialista             | 980   | 43,31 / 100,00  | 1,18 |
|                         | PSD-CDS                        | 663   | 29,30 / 100,00  | -    |
|                         | Coligação Democrática Unitária | 135   | 5,97 / 100,00   | 0,09 |
|                         | Joca Servir o Povo de Viana    | 133   | 5,88 / 100,00   | Novo |
|                         | Bloco de Esquerda              | 81    | 3,58 / 100,00   | 1,58 |
|                         | CHEGA                          | 55    | 2,43 / 100,00   | Novo |
|                         | Aliança                        | 48    | 2,12 / 100,00   | Novo |
|                         | Iniciativa Liberal             | 30    | 1,33 / 100,00   | Novo |
|                         | Nós, Cidadãos!                 | 0     | 0,00 / 100,00   | -    |
| Votos Inválidos         | Votos Inválidos                | 138   | 6,10 / 100,00   | 1,93 |
| Total                   | Total                          | 2 263 | 100,00 / 100,00 |      |
| Eleitorado/Participação | Eleitorado/Participação        | 3 590 | 63,04 / 100,00  | 2,48 |

#### São Romão de Neiva
| Partido                 | Partido                        | Votos | %               | +/-  |
| ----------------------- | ------------------------------ | ----- | --------------- | ---- |
|                         | Partido Socialista             | 455   | 63,46 / 100,00  | 0,81 |
|                         | PSD-CDS                        | 112   | 15,62 / 100,00  | -    |
|                         | Bloco de Esquerda              | 28    | 3,91 / 100,00   | 0,41 |
|                         | CHEGA                          | 26    | 3,63 / 100,00   | Novo |
|                         | Joca Servir o Povo de Viana    | 19    | 2,65 / 100,00   | Novo |
|                         | Coligação Democrática Unitária | 11    | 1,53 / 100,00   | 1,15 |
|                         | Aliança                        | 7     | 0,98 / 100,00   | Novo |
|                         | Iniciativa Liberal             | 7     | 0,98 / 100,00   | Novo |
|                         | Nós, Cidadãos!                 | 0     | 0,00 / 100,00   | -    |
| Votos Inválidos         | Votos Inválidos                | 52    | 7,25 / 100,00   | 0,11 |
| Total                   | Total                          | 717   | 100,00 / 100,00 |      |
| Eleitorado/Participação | Eleitorado/Participação        | 1 163 | 61,65 / 100,00  | 8,06 |

#### Subportela, Deocriste e Portela Susã
| Partido                 | Partido                        | Votos | %               | +/-  |
| ----------------------- | ------------------------------ | ----- | --------------- | ---- |
|                         | Partido Socialista             | 762   | 49,38 / 100,00  | 2,18 |
|                         | PSD-CDS                        | 501   | 32,47 / 100,00  | -    |
|                         | CHEGA                          | 42    | 2,72 / 100,00   | Novo |
|                         | Aliança                        | 38    | 2,46 / 100,00   | Novo |
|                         | Joca Servir o Povo de Viana    | 36    | 2,33 / 100,00   | Novo |
|                         | Coligação Democrática Unitária | 33    | 2,14 / 100,00   | 0,32 |
|                         | Bloco de Esquerda              | 25    | 1,62 / 100,00   | 0,65 |
|                         | Iniciativa Liberal             | 12    | 0,78 / 100,00   | Novo |
|                         | Nós, Cidadãos!                 | 0     | 0,00 / 100,00   | -    |
| Votos Inválidos         | Votos Inválidos                | 94    | 6,09 / 100,00   | 0,92 |
| Total                   | Total                          | 1 543 | 100,00 / 100,00 |      |
| Eleitorado/Participação | Eleitorado/Participação        | 2 269 | 68,00 / 100,00  | 3,81 |

#### Torre e Vila Mou
| Partido                 | Partido                        | Votos | %               | +/-  |
| ----------------------- | ------------------------------ | ----- | --------------- | ---- |
|                         | Partido Socialista             | 261   | 38,84 / 100,00  | 6,86 |
|                         | PSD-CDS                        | 172   | 25,60 / 100,00  | -    |
|                         | CHEGA                          | 42    | 6,25 / 100,00   | Novo |
|                         | Coligação Democrática Unitária | 34    | 5,06 / 100,00   | 2,44 |
|                         | Joca Servir o Povo de Viana    | 34    | 5,06 / 100,00   | Novo |
|                         | Aliança                        | 34    | 5,06 / 100,00   | Novo |
|                         | Bloco de Esquerda              | 25    | 3,72 / 100,00   | 2,97 |
|                         | Iniciativa Liberal             | 11    | 1,64 / 100,00   | Novo |
|                         | Nós, Cidadãos!                 | 0     | 0,00 / 100,00   | -    |
| Votos Inválidos         | Votos Inválidos                | 59    | 8,78 / 100,00   | 1,81 |
| Total                   | Total                          | 672   | 100,00 / 100,00 |      |
| Eleitorado/Participação | Eleitorado/Participação        | 1 198 | 56,09 / 100,00  | 0,34 |

#### Vila de Punhe
| Partido                 | Partido                        | Votos | %               | +/-  |
| ----------------------- | ------------------------------ | ----- | --------------- | ---- |
|                         | Partido Socialista             | 745   | 59,46 / 100,00  | 8,46 |
|                         | PSD-CDS                        | 204   | 16,28 / 100,00  | -    |
|                         | Coligação Democrática Unitária | 43    | 3,43 / 100,00   | 1,70 |
|                         | Joca Servir o Povo de Viana    | 42    | 3,35 / 100,00   | Novo |
|                         | Bloco de Esquerda              | 39    | 3,11 / 100,00   | 0,14 |
|                         | CHEGA                          | 36    | 2,87 / 100,00   | Novo |
|                         | Iniciativa Liberal             | 18    | 1,44 / 100,00   | Novo |
|                         | Aliança                        | 16    | 1,28 / 100,00   | Novo |
|                         | Nós, Cidadãos!                 | 0     | 0,00 / 100,00   | -    |
| Votos Inválidos         | Votos Inválidos                | 110   | 8,78 / 100,00   | 3,57 |
| Total                   | Total                          | 1 253 | 100,00 / 100,00 |      |
| Eleitorado/Participação | Eleitorado/Participação        | 2 161 | 57,98 / 100,00  | 3,33 |

#### Vila Franca
| Partido                 | Partido                        | Votos | %               | +/-  |
| ----------------------- | ------------------------------ | ----- | --------------- | ---- |
|                         | Partido Socialista             | 462   | 42,86 / 100,00  | 2,44 |
|                         | PSD-CDS                        | 338   | 31,35 / 100,00  | -    |
|                         | Coligação Democrática Unitária | 79    | 7,33 / 100,00   | 5,19 |
|                         | Joca Servir o Povo de Viana    | 34    | 3,15 / 100,00   | Novo |
|                         | CHEGA                          | 32    | 2,97 / 100,00   | Novo |
|                         | Bloco de Esquerda              | 30    | 2,78 / 100,00   | 0,11 |
|                         | Aliança                        | 26    | 2,41 / 100,00   | Novo |
|                         | Iniciativa Liberal             | 20    | 1,86 / 100,00   | Novo |
|                         | Nós, Cidadãos!                 | 0     | 0,00 / 100,00   | -    |
| Votos Inválidos         | Votos Inválidos                | 57    | 5,28 / 100,00   | 0,62 |
| Total                   | Total                          | 1 078 | 100,00 / 100,00 |      |
| Eleitorado/Participação | Eleitorado/Participação        | 1 639 | 65,77 / 100,00  | 3,28 |

### Juntas de Freguesia

#### Afife
| Partido                 | Partido                         | Votos | %               | +/-   | Mandatos | +/- |
| ----------------------- | ------------------------------- | ----- | --------------- | ----- | -------- | --- |
|                         | Lista de Independentes de Afife | 446   | 48,69 / 100,00  | 12,45 | 5 / 9    | 1   |
|                         | Coligação Democrática Unitária  | 184   | 20,09 / 100,00  | 14,54 | 2 / 9    | 1   |
|                         | PSD-CDS                         | 168   | 18,34 / 100,00  | -     | 2 / 9    | -   |
|                         | Nós, Cidadãos!                  | 71    | 7,75 / 100,00   | -     | 0 / 9    | -   |
| Votos Inválidos         | Votos Inválidos                 | 47    | 5,13 / 100,00   | 0,90  |          |     |
| Total                   | Total                           | 916   | 100,00 / 100,00 |       | 9 / 9    |     |
| Eleitorado/Participação | Eleitorado/Participação         | 1 457 | 62,87 / 100,00  | 4,96  |          |     |

#### Alvarães
| Partido                 | Partido                 | Votos | %               | +/-   | Mandatos | +/- |
| ----------------------- | ----------------------- | ----- | --------------- | ----- | -------- | --- |
|                         | Partido Socialista      | 868   | 61,43 / 100,00  | 16,36 | 6 / 9    | 2   |
|                         | PSD-CDS                 | 486   | 34,39 / 100,00  | -     | 3 / 9    | -   |
| Votos Inválidos         | Votos Inválidos         | 59    | 4,17 / 100,00   | 9,24  |          |     |
| Total                   | Total                   | 1 413 | 100,00 / 100,00 |       | 9 / 9    |     |
| Eleitorado/Participação | Eleitorado/Participação | 2 609 | 54,16 / 100,00  | 9,63  |          |     |

#### Amonde
| Partido                 | Partido                 | Votos | %               | +/-   | Mandatos | +/- |
| ----------------------- | ----------------------- | ----- | --------------- | ----- | -------- | --- |
|                         | Amonde Unido            | 160   | 75,12 / 100,00  | 12,62 | 6 / 7    | 1   |
|                         | PSD-CDS                 | 48    | 22,54 / 100,00  | -     | 1 / 7    | -   |
| Votos Inválidos         | Votos Inválidos         | 5     | 2,35 / 100,00   | 0,33  |          |     |
| Total                   | Total                   | 213   | 100,00 / 100,00 |       | 7 / 7    |     |
| Eleitorado/Participação | Eleitorado/Participação | 267   | 79,78 / 100,00  | 1,00  |          |     |

#### Anha
| Partido                 | Partido                        | Votos | %               | +/-   | Mandatos | +/-  |
| ----------------------- | ------------------------------ | ----- | --------------- | ----- | -------- | ---- |
|                         | Partido Socialista             | 1 014 | 73,64 / 100,00  | 22,69 | 8 / 9    | 3    |
|                         | PSD-CDS                        | 211   | 15,32 / 100,00  | -     | 1 / 9    | -    |
|                         | CHEGA                          | 76    | 5,52 / 100,00   | Novo  | 0 / 9    | Novo |
|                         | Coligação Democrática Unitária | 27    | 1,96 / 100,00   | -     | 0 / 9    | -    |
| Votos Inválidos         | Votos Inválidos                | 49    | 3,56 / 100,00   | 1,60  |          |      |
| Total                   | Total                          | 1 377 | 100,00 / 100,00 |       | 9 / 9    |      |
| Eleitorado/Participação | Eleitorado/Participação        | 2 260 | 60,93 / 100,00  | 4,86  |          |      |

#### Areosa
| Partido                 | Partido                        | Votos | %               | +/-   | Mandatos | +/-  |
| ----------------------- | ------------------------------ | ----- | --------------- | ----- | -------- | ---- |
|                         | Partido Socialista             | 975   | 43,59 / 100,00  | 19,82 | 5 / 9    | 1    |
|                         | PSD-CDS                        | 393   | 17,57 / 100,00  | -     | 2 / 9    | -    |
|                         | Coligação Democrática Unitária | 375   | 16,75 / 100,00  | 5,94  | 2 / 9    | 1    |
|                         | Bloco de Esquerda              | 145   | 6,48 / 100,00   | -     | 0 / 9    | -    |
|                         | Iniciativa Liberal             | 145   | 6,48 / 100,00   | Novo  | 0 / 9    | Novo |
|                         | CHEGA                          | 76    | 3,40 / 100,00   | Novo  | 0 / 9    | Novo |
| Votos Inválidos         | Votos Inválidos                | 128   | 5,73 / 100,00   | 0,87  |          |      |
| Total                   | Total                          | 2 237 | 100,00 / 100,00 |       | 9 / 9    |      |
| Eleitorado/Participação | Eleitorado/Participação        | 4 301 | 52,01 / 100,00  | 0,13  |          |      |

#### Barroselas e Carvoeiro
| Partido                 | Partido                        | Votos | %               | +/-  | Mandatos | +/-     |
| ----------------------- | ------------------------------ | ----- | --------------- | ---- | -------- | ------- |
|                         | Partido Socialista             | 1 461 | 50,47 / 100,00  | 2,65 | 5 / 9    | Estável |
|                         | PSD-CDS                        | 1 232 | 42,56 / 100,00  | -    | 4 / 9    | -       |
|                         | Coligação Democrática Unitária | 80    | 2,76 / 100,00   | 0,62 | 0 / 9    | Estável |
| Votos Inválidos         | Votos Inválidos                | 122   | 4,21 / 100,00   | 0,01 |          |         |
| Total                   | Total                          | 2 895 | 100,00 / 100,00 |      | 9 / 9    |         |
| Eleitorado/Participação | Eleitorado/Participação        | 4 691 | 61,71 / 100,00  | 0,04 |          |         |

#### Cardielos e Serreleis
| Partido                 | Partido                        | Votos | %               | +/-  | Mandatos | +/-     |
| ----------------------- | ------------------------------ | ----- | --------------- | ---- | -------- | ------- |
|                         | Partido Socialista             | 596   | 40,49 / 100,00  | -    | 4 / 9    | -       |
|                         | PSD-CDS                        | 589   | 40,01 / 100,00  | -    | 4 / 9    | -       |
|                         | Iniciativa Liberal             | 164   | 11,14 / 100,00  | Novo | 1 / 9    | Novo    |
|                         | Coligação Democrática Unitária | 60    | 4,08 / 100,00   | 1,21 | 0 / 9    | Estável |
| Votos Inválidos         | Votos Inválidos                | 63    | 4,28 / 100,00   | 3,80 |          |         |
| Total                   | Total                          | 1 472 | 100,00 / 100,00 |      | 9 / 9    |         |
| Eleitorado/Participação | Eleitorado/Participação        | 2 037 | 72,26 / 100,00  | 4,33 |          |         |

#### Carreço
| Partido                 | Partido                        | Votos | %               | +/-  | Mandatos | +/-     |
| ----------------------- | ------------------------------ | ----- | --------------- | ---- | -------- | ------- |
|                         | Lista Independente por Carreço | 597   | 58,53 / 100,00  | 8,33 | 6 / 9    | Estável |
|                         | PSD-CDS                        | 234   | 22,94 / 100,00  | -    | 2 / 9    | -       |
|                         | Bloco de Esquerda              | 91    | 8,92 / 100,00   | -    | 1 / 9    | -       |
|                         | Coligação Democrática Unitária | 77    | 7,55 / 100,00   | 4,06 | 0 / 9    | 1       |
| Votos Inválidos         | Votos Inválidos                | 21    | 2,06 / 100,00   | 0,31 |          |         |
| Total                   | Total                          | 1 020 | 100,00 / 100,00 |      | 9 / 9    |         |
| Eleitorado/Participação | Eleitorado/Participação        | 1 652 | 61,74 / 100,00  | 1,83 |          |         |

#### Castelo do Neiva
| Partido                 | Partido                                 | Votos | %               | +/-  | Mandatos | +/- |
| ----------------------- | --------------------------------------- | ----- | --------------- | ---- | -------- | --- |
|                         | Lista Independente por Castelo do Neiva | 1 034 | 71,51 / 100,00  | 5,43 | 7 / 9    | 1   |
|                         | PSD-CDS                                 | 297   | 20,54 / 100,00  | -    | 2 / 9    | -   |
| Votos Inválidos         | Votos Inválidos                         | 115   | 7,95 / 100,00   | 4,11 |          |     |
| Total                   | Total                                   | 1 446 | 100,00 / 100,00 |      | 9 / 9    |     |
| Eleitorado/Participação | Eleitorado/Participação                 | 3 116 | 46,41 / 100,00  | 3,68 |          |     |

#### Chafé
| Partido                 | Partido                 | Votos | %               | +/-   | Mandatos | +/- |
| ----------------------- | ----------------------- | ----- | --------------- | ----- | -------- | --- |
|                         | Unidos por Chafé        | 908   | 64,58 / 100,00  | 12,43 | 7 / 9    | 2   |
|                         | PSD-CDS                 | 339   | 24,11 / 100,00  | -     | 2 / 9    | -   |
| Votos Inválidos         | Votos Inválidos         | 159   | 11,31 / 100,00  | 3,87  |          |     |
| Total                   | Total                   | 1 406 | 100,00 / 100,00 |       | 9 / 9    |     |
| Eleitorado/Participação | Eleitorado/Participação | 3 300 | 42,61 / 100,00  | 3,62  |          |     |

#### Darque
| Partido                 | Partido                        | Votos | %               | +/-   | Mandatos | +/-     |
| ----------------------- | ------------------------------ | ----- | --------------- | ----- | -------- | ------- |
|                         | Coligação Democrática Unitária | 1 506 | 42,36 / 100,00  | 14,27 | 6 / 13   | 2       |
|                         | Partido Socialista             | 1 163 | 32,71 / 100,00  | 4,93  | 5 / 13   | Estável |
|                         | PSD-CDS                        | 647   | 18,20 / 100,00  | -     | 2 / 13   | -       |
| Votos Inválidos         | Votos Inválidos                | 239   | 6,72 / 100,00   | 1,22  |          |         |
| Total                   | Total                          | 3 555 | 100,00 / 100,00 |       | 13 / 13  |         |
| Eleitorado/Participação | Eleitorado/Participação        | 7 287 | 48,79 / 100,00  | 2,69  |          |         |

#### Freixieiro de Soutelo
| Partido                 | Partido                 | Votos | %               | +/-  | Mandatos | +/-     |
| ----------------------- | ----------------------- | ----- | --------------- | ---- | -------- | ------- |
|                         | PSD-CDS                 | 178   | 51,30 / 100,00  | -    | 4 / 7    | -       |
|                         | Partido Socialista      | 161   | 46,40 / 100,00  | 0,20 | 3 / 7    | Estável |
| Votos Inválidos         | Votos Inválidos         | 8     | 2,31 / 100,00   | 0,14 |          |         |
| Total                   | Total                   | 347   | 100,00 / 100,00 |      | 7 / 7    |         |
| Eleitorado/Participação | Eleitorado/Participação | 447   | 77,63 / 100,00  | 1,68 |          |         |

#### Geraz do Lima e Deão
| Partido                 | Partido                        | Votos | %               | +/-   | Mandatos | +/-     |
| ----------------------- | ------------------------------ | ----- | --------------- | ----- | -------- | ------- |
|                         | União é Progresso              | 857   | 41,04 / 100,00  | 18,04 | 4 / 9    | 3       |
|                         | PSD-CDS                        | 507   | 24,28 / 100,00  | -     | 2 / 9    | -       |
|                         | Voltemos a Ser Freguesias      | 344   | 16,48 / 100,00  | Novo  | 2 / 9    | Novo    |
|                         | Aliança                        | 223   | 10,68 / 100,00  | Novo  | 1 / 9    | Novo    |
|                         | Coligação Democrática Unitária | 35    | 1,68 / 100,00   | 0,24  | 0 / 9    | Estável |
| Votos Inválidos         | Votos Inválidos                | 122   | 5,84 / 100,00   | 0,45  |          |         |
| Total                   | Total                          | 2 088 | 100,00 / 100,00 |       | 9 / 9    |         |
| Eleitorado/Participação | Eleitorado/Participação        | 3 264 | 63,97 / 100,00  | 4,35  |          |         |

#### Lanheses
| Partido                 | Partido                             | Votos | %               | +/-  | Mandatos | +/-     |
| ----------------------- | ----------------------------------- | ----- | --------------- | ---- | -------- | ------- |
|                         | Cidadãos Independentes por Lanheses | 548   | 49,77 / 100,00  | Novo | 5 / 9    | Novo    |
|                         | PSD-CDS                             | 498   | 45,23 / 100,00  | -    | 4 / 9    | -       |
|                         | Coligação Democrática Unitária      | 18    | 1,63 / 100,00   | 5,62 | 0 / 9    | Estável |
| Votos Inválidos         | Votos Inválidos                     | 37    | 3,36 / 100,00   | 1,22 |          |         |
| Total                   | Total                               | 1 101 | 100,00 / 100,00 |      | 9 / 9    |         |
| Eleitorado/Participação | Eleitorado/Participação             | 1 554 | 70,85 / 100,00  | 6,44 |          |         |

#### Mazarefes e Vila Fria
| Partido                 | Partido                        | Votos | %               | +/-   | Mandatos | +/- |
| ----------------------- | ------------------------------ | ----- | --------------- | ----- | -------- | --- |
|                         | Partido Socialista             | 632   | 42,44 / 100,00  | 18,22 | 4 / 9    | 2   |
|                         | PSD-CDS                        | 615   | 41,30 / 100,00  | -     | 4 / 9    | -   |
|                         | Coligação Democrática Unitária | 160   | 10,75 / 100,00  | -     | 1 / 9    | -   |
| Votos Inválidos         | Votos Inválidos                | 82    | 5,50 / 100,00   | 6,07  |          |     |
| Total                   | Total                          | 1 489 | 100,00 / 100,00 |       | 9 / 9    |     |
| Eleitorado/Participação | Eleitorado/Participação        | 2 564 | 58,07 / 100,00  | 4,21  |          |     |

#### Montaria
| Partido                 | Partido                 | Votos | %               | +/-  | Mandatos | +/-     |
| ----------------------- | ----------------------- | ----- | --------------- | ---- | -------- | ------- |
|                         | Unidos por Montaria     | 266   | 88,37 / 100,00  | 3,21 | 7 / 7    | Estável |
| Votos Inválidos         | Votos Inválidos         | 35    | 11,63 / 100,00  | 3,21 |          |         |
| Total                   | Total                   | 301   | 100,00 / 100,00 |      | 7 / 7    |         |
| Eleitorado/Participação | Eleitorado/Participação | 522   | 57,66 / 100,00  | 0,44 |          |         |

#### Mujães
| Partido                 | Partido                                               | Votos | %               | +/-   | Mandatos | +/- |
| ----------------------- | ----------------------------------------------------- | ----- | --------------- | ----- | -------- | --- |
|                         | Independentes de Mujães - Desenvolvimento e Progresso | 430   | 52,50 / 100,00  | 24,07 | 5 / 9    | 4   |
|                         | PSD-CDS                                               | 338   | 41,27 / 100,00  | -     | 4 / 9    | -   |
| Votos Inválidos         | Votos Inválidos                                       | 51    | 6,23 / 100,00   | 17,20 |          |     |
| Total                   | Total                                                 | 819   | 100,00 / 100,00 |       | 9 / 9    |     |
| Eleitorado/Participação | Eleitorado/Participação                               | 1 440 | 56,88 / 100,00  | 7,41  |          |     |

#### Nogueira, Meixedo e Vilar de Murteda
| Partido                 | Partido                                                          | Votos | %               | +/-   | Mandatos | +/- |
| ----------------------- | ---------------------------------------------------------------- | ----- | --------------- | ----- | -------- | --- |
|                         | Lista Independente da UF de Nogueira, Meixedo e Vilar de Murteda | 535   | 57,22 / 100,00  | 10,84 | 6 / 9    | 1   |
|                         | PSD-CDS                                                          | 313   | 33,48 / 100,00  | -     | 3 / 9    | -   |
| Votos Inválidos         | Votos Inválidos                                                  | 87    | 9,30 / 100,00   | 4,34  |          |     |
| Total                   | Total                                                            | 935   | 100,00 / 100,00 |       | 9 / 9    |     |
| Eleitorado/Participação | Eleitorado/Participação                                          | 1 447 | 64,42 / 100,00  | 2,42  |          |     |

#### Outeiro
| Partido                 | Partido                 | Votos | %               | +/-  | Mandatos | +/- |
| ----------------------- | ----------------------- | ----- | --------------- | ---- | -------- | --- |
|                         | Juntos por Outeiro      | 473   | 61,83 / 100,00  | 5,55 | 6 / 9    | 1   |
|                         | PSD-CDS                 | 252   | 32,94 / 100,00  | -    | 3 / 9    | -   |
| Votos Inválidos         | Votos Inválidos         | 40    | 5,23 / 100,00   | 0,60 |          |     |
| Total                   | Total                   | 765   | 100,00 / 100,00 |      | 9 / 9    |     |
| Eleitorado/Participação | Eleitorado/Participação | 1 071 | 71,43 / 100,00  | 3,40 |          |     |

#### Perre
| Partido                 | Partido                        | Votos | %               | +/-   | Mandatos | +/-     |
| ----------------------- | ------------------------------ | ----- | --------------- | ----- | -------- | ------- |
|                         | Gostar de Perre                | 738   | 45,17 / 100,00  | 18,16 | 4 / 9    | 2       |
|                         | PSD-CDS                        | 615   | 37,64 / 100,00  | -     | 4 / 9    | -       |
|                         | Coligação Democrática Unitária | 195   | 11,93 / 100,00  | 0,37  | 1 / 9    | Estável |
| Votos Inválidos         | Votos Inválidos                | 86    | 5,26 / 100,00   | 0,15  |          |         |
| Total                   | Total                          | 1 634 | 100,00 / 100,00 |       | 9 / 9    |         |
| Eleitorado/Participação | Eleitorado/Participação        | 2 556 | 63,93 / 100,00  | 0,15  |          |         |

#### Santa Maria Maior e Monserrate e Meadela (Viana do Castelo)
| Partido                 | Partido                        | Votos  | %               | +/-  | Mandatos | +/-     |
| ----------------------- | ------------------------------ | ------ | --------------- | ---- | -------- | ------- |
|                         | Coligação Democrática Unitária | 3 633  | 31,34 / 100,00  | 4,02 | 7 / 19   | 1       |
|                         | Partido Socialista             | 3 585  | 30,92 / 100,00  | 0,10 | 7 / 19   | 1       |
|                         | PSD-CDS                        | 2 336  | 20,15 / 100,00  | -    | 4 / 19   | -       |
|                         | Bloco de Esquerda              | 832    | 7,18 / 100,00   | 0,15 | 1 / 19   | Estável |
|                         | Iniciativa Liberal             | 488    | 4,21 / 100,00   | Novo | 0 / 19   | Novo    |
| Votos Inválidos         | Votos Inválidos                | 719    | 6,20 / 100,00   | 0,10 |          |         |
| Total                   | Total                          | 11 593 | 100,00 / 100,00 |      | 19 / 19  |         |
| Eleitorado/Participação | Eleitorado/Participação        | 22 866 | 50,70 / 100,00  | 0,18 |          |         |

#### Santa Marta de Portuzelo
| Partido                 | Partido                        | Votos | %               | +/-  | Mandatos | +/- |
| ----------------------- | ------------------------------ | ----- | --------------- | ---- | -------- | --- |
|                         | Partido Socialista             | 1 090 | 48,17 / 100,00  | -    | 5 / 9    | -   |
|                         | PSD-CDS                        | 950   | 41,98 / 100,00  | -    | 4 / 9    | -   |
|                         | Coligação Democrática Unitária | 121   | 5,35 / 100,00   | -    | 0 / 9    | -   |
| Votos Inválidos         | Votos Inválidos                | 102   | 4,50 / 100,00   | 0,92 |          |     |
| Total                   | Total                          | 2 263 | 100,00 / 100,00 |      | 9 / 9    |     |
| Eleitorado/Participação | Eleitorado/Participação        | 3 590 | 63,04 / 100,00  | 2,54 |          |     |

#### São Romão de Neiva
| Partido                 | Partido                       | Votos | %               | +/-  | Mandatos | +/- |
| ----------------------- | ----------------------------- | ----- | --------------- | ---- | -------- | --- |
|                         | Unidos por São Romão de Neiva | 573   | 79,92 / 100,00  | 6,69 | 8 / 9    | 1   |
|                         | PSD-CDS                       | 97    | 13,53 / 100,00  | -    | 1 / 9    | -   |
| Votos Inválidos         | Votos Inválidos               | 47    | 6,56 / 100,00   | 6,84 |          |     |
| Total                   | Total                         | 717   | 100,00 / 100,00 |      | 9 / 9    |     |
| Eleitorado/Participação | Eleitorado/Participação       | 1 163 | 61,65 / 100,00  | 8,06 |          |     |

#### Subportela, Deocriste e Portela Susã
| Partido                 | Partido                 | Votos | %               | +/-  | Mandatos | +/- |
| ----------------------- | ----------------------- | ----- | --------------- | ---- | -------- | --- |
|                         | PSD-CDS                 | 784   | 50,78 / 100,00  | -    | 5 / 9    | -   |
|                         | Partido Socialista      | 654   | 42,36 / 100,00  | -    | 4 / 9    | -   |
| Votos Inválidos         | Votos Inválidos         | 106   | 6,86 / 100,00   | 0,05 |          |     |
| Total                   | Total                   | 1 544 | 100,00 / 100,00 |      | 9 / 9    |     |
| Eleitorado/Participação | Eleitorado/Participação | 2 269 | 68,05 / 100,00  | 3,81 |          |     |

#### Torre e Vila Mou
| Partido                 | Partido                    | Votos | %               | +/-  | Mandatos | +/-  |
| ----------------------- | -------------------------- | ----- | --------------- | ---- | -------- | ---- |
|                         | Todos por Torre e Vila Mou | 522   | 77,68 / 100,00  | Novo | 9 / 9    | Novo |
| Votos Inválidos         | Votos Inválidos            | 150   | 22,32 / 100,00  | 0,06 |          |      |
| Total                   | Total                      | 672   | 100,00 / 100,00 |      | 9 / 9    |      |
| Eleitorado/Participação | Eleitorado/Participação    | 1 198 | 56,09 / 100,00  | 0,34 |          |      |

#### Vila de Punhe
| Partido                 | Partido                 | Votos | %               | +/-  | Mandatos | +/- |
| ----------------------- | ----------------------- | ----- | --------------- | ---- | -------- | --- |
|                         | Partido Socialista      | 1 007 | 80,37 / 100,00  | 7,44 | 8 / 9    | 1   |
|                         | PSD-CDS                 | 176   | 14,05 / 100,00  | -    | 1 / 9    | -   |
| Votos Inválidos         | Votos Inválidos         | 70    | 5,58 / 100,00   | 1,31 |          |     |
| Total                   | Total                   | 1 253 | 100,00 / 100,00 |      | 9 / 9    |     |
| Eleitorado/Participação | Eleitorado/Participação | 2 161 | 57,98 / 100,00  | 3,33 |          |     |

#### Vila Franca
| Partido                 | Partido                        | Votos | %               | +/-   | Mandatos | +/-  |
| ----------------------- | ------------------------------ | ----- | --------------- | ----- | -------- | ---- |
|                         | PSD-CDS                        | 487   | 45,09 / 100,00  | -     | 4 / 9    | -    |
|                         | Juntos Pela Continuidade       | 433   | 40,09 / 100,00  | Novo  | 4 / 9    | Novo |
|                         | Coligação Democrática Unitária | 110   | 10,19 / 100,00  | 14,49 | 1 / 9    | 1    |
| Votos Inválidos         | Votos Inválidos                | 50    | 4,63 / 100,00   | 2,82  |          |      |
| Total                   | Total                          | 1 080 | 100,00 / 100,00 |       | 9 / 9    |      |
| Eleitorado/Participação | Eleitorado/Participação        | 1 639 | 65,89 / 100,00  | 3,40  |          |      |

| Freguesia                                | 2017-2021 | 2017-2021                      | 2017-2021      | 2021-2025 | 2021-2025                      | 2021-2025      |
| ---------------------------------------- | --------- | ------------------------------ | -------------- | --------- | ------------------------------ | -------------- |
| Afife                                    |           | Grupo de Cidadãos              | 61,14 / 100,00 |           | Grupo de Cidadãos              | 48,69 / 100,00 |
| Alvarães                                 |           | Partido Socialista             | 77,49 / 100,00 |           | Partido Socialista             | 61,43 / 100,00 |
| Amonde                                   |           | Grupo de Cidadãos              | 62,50 / 100,00 |           | Grupo de Cidadãos              | 75,12 / 100,00 |
| Anha                                     |           | Partido Socialista             | 50,95 / 100,00 |           | Partido Socialista             | 73,64 / 100,00 |
| Areosa                                   |           | Partido Socialista             | 63,41 / 100,00 |           | Partido Socialista             | 43,59 / 100,00 |
| Barroselas e Carvoeiro                   |           | Partido Socialista             | 47,82 / 100,00 |           | Partido Socialista             | 50,47 / 100,00 |
| Cardielos e Serreleis                    |           | Grupo de Cidadãos              | 54,53 / 100,00 |           | Partido Socialista             | 40,49 / 100,00 |
| Carreço                                  |           | Grupo de Cidadãos              | 66,86 / 100,00 |           | Grupo de Cidadãos              | 58,53 / 100,00 |
| Castelo do Neiva                         |           | Grupo de Cidadãos              | 66,08 / 100,00 |           | Grupo de Cidadãos              | 71,51 / 100,00 |
| Chafé                                    |           | Grupo de Cidadãos              | 52,15 / 100,00 |           | Grupo de Cidadãos              | 64,58 / 100,00 |
| Darque                                   |           | Partido Socialista             | 37,64 / 100,00 |           | Coligação Democrática Unitária | 42,36 / 100,00 |
| Freixieiro de Soutelo                    |           | Partido Social Democrata       | 51,63 / 100,00 |           | PSD-CDS                        | 51,30 / 100,00 |
| Geraz do Lima e Deão                     |           | Grupo de Cidadãos              | 59,08 / 100,00 |           | Grupo de Cidadãos              | 41,04 / 100,00 |
| Lanheses                                 |           | Partido Social Democrata       | 66,22 / 100,00 |           | Grupo de Cidadãos              | 49,77 / 100,00 |
| Mazarefes e Vila Fria                    |           | Partido Socialista             | 60,66 / 100,00 |           | Partido Socialista             | 42,44 / 100,00 |
| Montaria                                 |           | Grupo de Cidadãos              | 85,16 / 100,00 |           | Grupo de Cidadãos              | 88,37 / 100,00 |
| Mujães                                   |           | Grupo de Cidadãos              | 76,57 / 100,00 |           | Grupo de Cidadãos              | 52,50 / 100,00 |
| Nogueira, Meixedo e Vilar de Murteda     |           | Grupo de Cidadãos              | 68,06 / 100,00 |           | Grupo de Cidadãos              | 57,22 / 100,00 |
| Outeiro                                  |           | Grupo de Cidadãos              | 67,38 / 100,00 |           | Grupo de Cidadãos              | 61,83 / 100,00 |
| Perre                                    |           | Grupo de Cidadãos              | 63,33 / 100,00 |           | Grupo de Cidadãos              | 45,17 / 100,00 |
| Santa Maria Maior e Monserrate e Meadela |           | Coligação Democrática Unitária | 35,36 / 100,00 |           | Coligação Democrática Unitária | 31,34 / 100,00 |
| Santa Marta de Portuzelo                 |           | Partido Social Democrata       | 56,50 / 100,00 |           | Partido Socialista             | 48,17 / 100,00 |
| São Romão de Neiva                       |           | Grupo de Cidadãos              | 86,61 / 100,00 |           | Grupo de Cidadãos              | 79,92 / 100,00 |
| Subportela, Deocriste e Portela Susã     |           | Grupo de Cidadãos              | 49,38 / 100,00 |           | PSD-CDS                        | 50,78 / 100,00 |
| Torre e Vila Mou                         |           | Grupo de Cidadãos              | 77,62 / 100,00 |           | Grupo de Cidadãos              | 77,68 / 100,00 |
| Vila de Punhe                            |           | Partido Socialista             | 87,81 / 100,00 |           | Partido Socialista             | 80,37 / 100,00 |
| Vila Franca                              |           | Grupo de Cidadãos              | 50,00 / 100,00 |           | PSD-CDS                        | 45,09 / 100,00 |